# Бронетехника Швеции в 1918—1945 годах

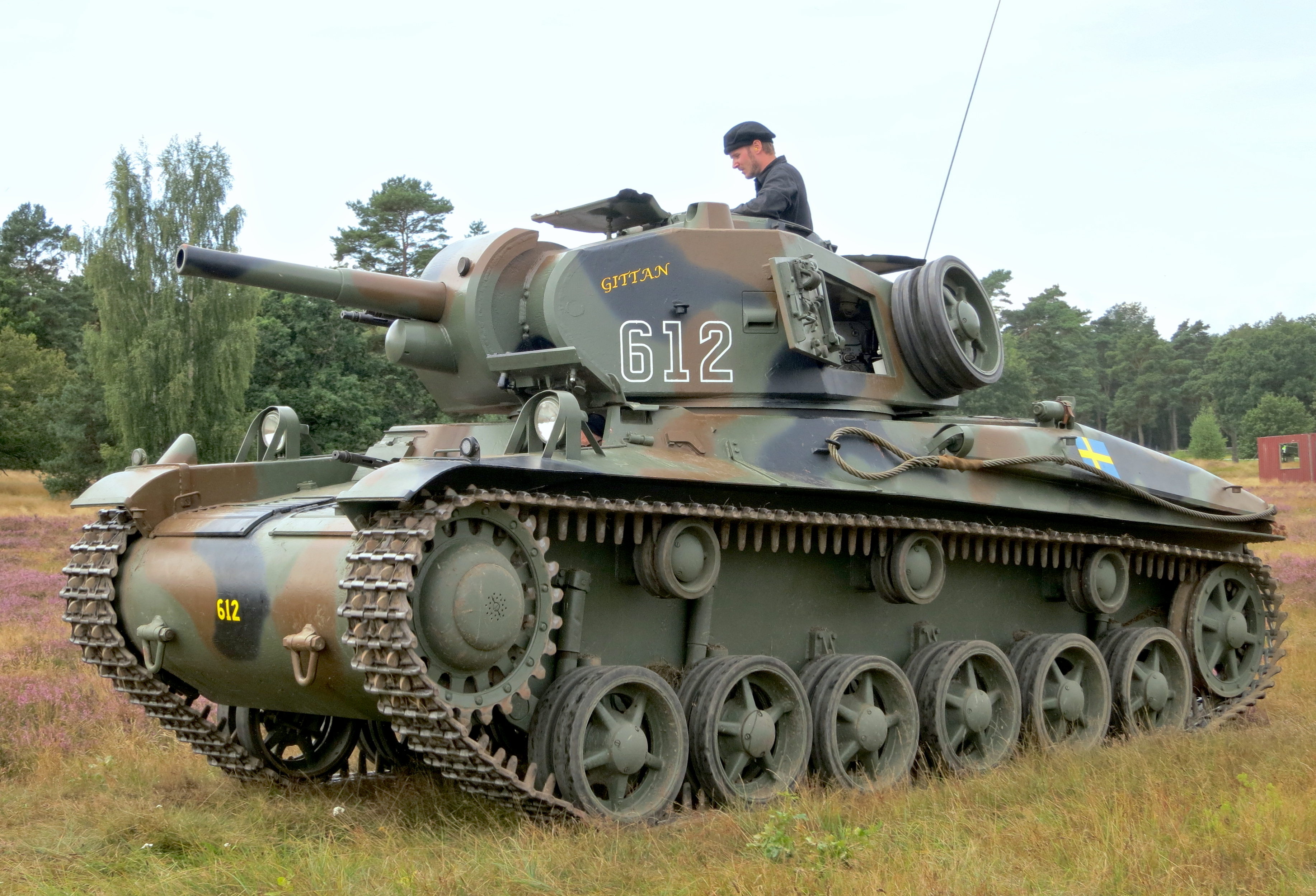
Strv m/42 — наиболее современный танк, созданный Швецией во Вторую мировую войну

Шведское танкостроение 1918—1945 годов — период в истории развития инженерно-конструкторской школы и военно-промышленного комплекса Шведского королевства, ответственных за разработку, постройку и совершенствование наземных боевых бронированных машин. История бронетехники в Швеции ведёт своё начало с 1920 года, когда Шведская армия закупила партию танков в Германии.
С конца 1920-х годов Швеция осуществляла, в сотрудничестве с Германией, собственную танкостроительную программу, в рамках которой был разработан ряд образцов танков и бронеавтомобилей, выпущенных малой серией. Шведской бронетехнике удалось также достичь определённого успеха на мировом рынке — малые партии танков и бронеавтомобилей закупил ряд стран, а Венгрией осуществлялось массовое лицензионное производство.
Во Второй мировой войне Швеция сохраняла нейтралитет, однако старалась поддерживать боеспособность собственной армии. С конца 1930-х годов увеличение военного бюджета позволило массовую закупку бронетехники, однако неготовность Швеции вступать в гонку вооружений с воюющими странами привела к отставанию шведского танкостроения от ведущих производителей. Помимо танков, Швеция осуществляла разработку и производство других видов бронетехники: бронеавтомобилей, бронетранспортёров и САУ. 
Первым  тяжёлым танком можно считать Strv KRV созданный на основе опытного французского танка AMX 50. Он имел барабан заряжания с качающейся башней. Спроектирован в 1949 году как убийца советских тяжелых танков ИС-3. Был вооружен 155 мм гаубицей. Бронирование было в районе 230 мм.

## История развития

### Ранние образцы (1918—1928)

#### Танки

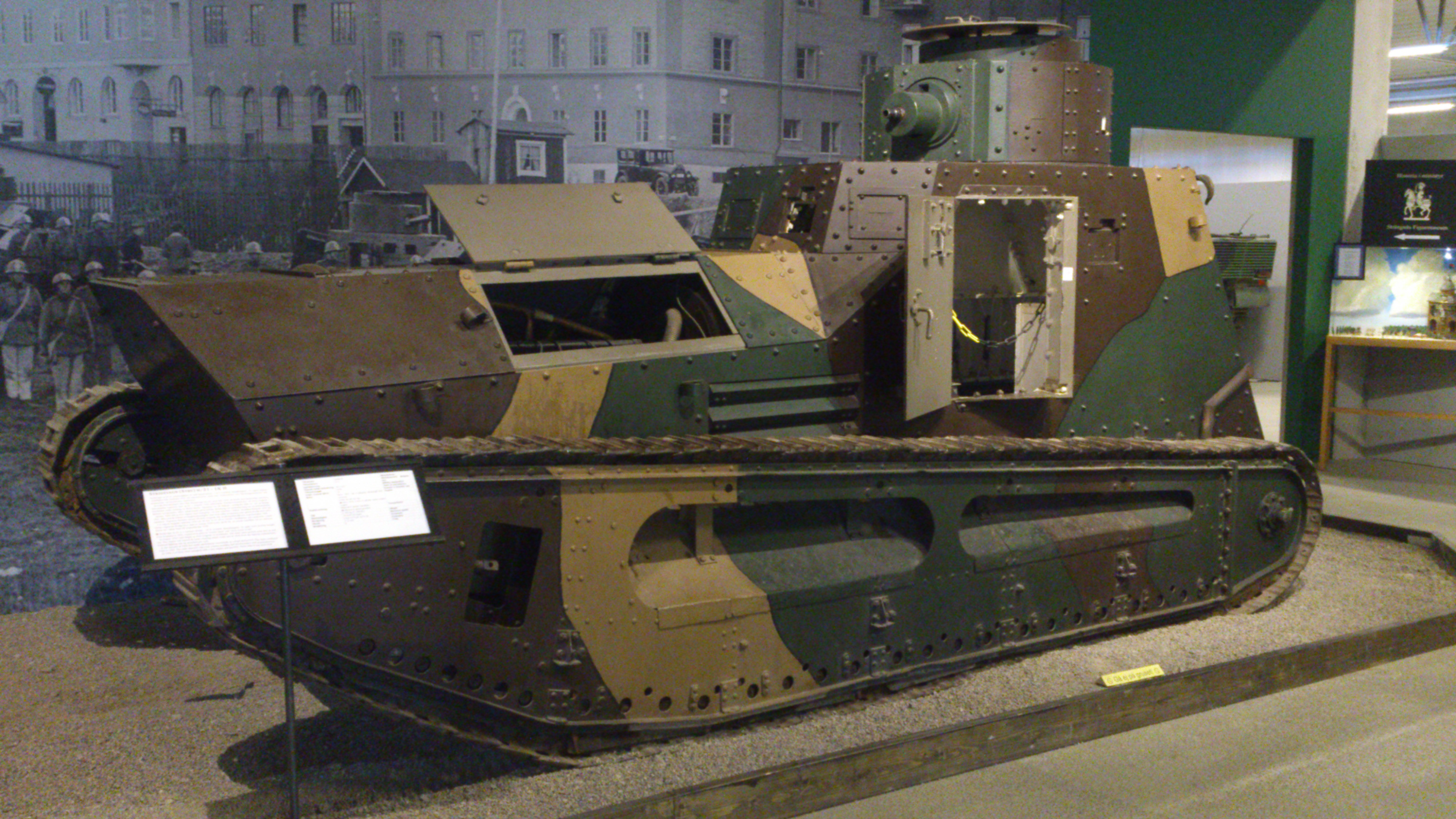
Лёгкий танк Strv m/21

Первое знакомство шведских военных с бронетехникой состоялось в начале 1918 года, когда Шведская армия, заинтересовавшаяся успехами танков в Первой мировой войне, направила делегацию в Германию для ознакомления с этим новым видом вооружений. В Берлине делегацией был изучен трофейный британский танк, но поданное главой Генерального штаба К. Й. Бильдтом в 1919 году, уже после окончания войны, прошение о выделении 40 000 крон для закупки в Великобритании лёгкого танка было отвергнуто из-за отсутствия средств.
Тем не менее, в следующем году средства были выделены и в Германию для изучения возможности приобретения танков была направлена новая делегация, которой были найдены десять почти достроенных лёгких танков LK II, купленных по 18 000 крон и вывезенных в Швецию в разобранном виде, под видом сельскохозяйственной техники. Согласно Р. Линдстрёму, причиной выделения столь значительной суммы явилось то, что танки изначально предназначались для защиты королевской семьи и парламента в случае возможной революции. В августе—сентябре 1921 года танки прибыли в Швецию, где были собраны арсеналом Stockholms Tygstation в Стокгольме, с корпусами из неброневой стали, получив обозначение Strv fm/22; после дальнейших испытаний танки в 1923—1924 годах были собраны заново с корпусами из броневых листов и приняты на вооружение под обозначением m/21.

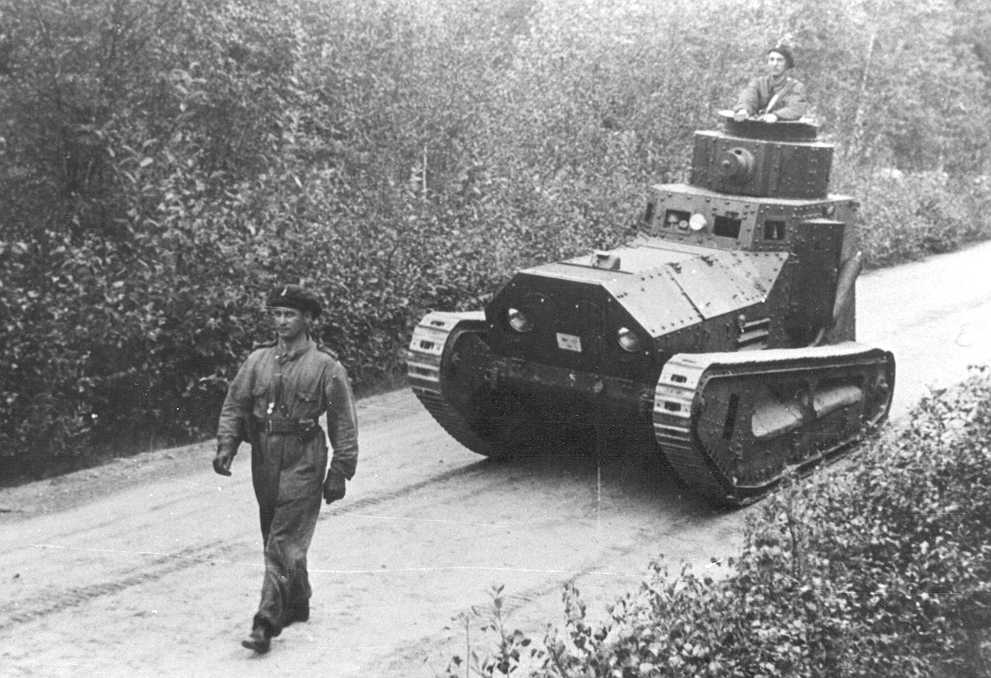
Лёгкий танк Strv m/21-29

Конструктивно m/21 являлись типичными для своего времени лёгкими танками сопровождения пехоты, вооружёнными двумя 6,5-мм пулемётами m/14 или m/14-29 и с толщиной брони, не превышающей 14 мм; максимальная скорость m/21 составляла 16 км/ч. Сравнительно рано Швеция приступила к радиофикации танков: согласно одним источникам, командирский танк был оснащён лишь радиоприёмником, согласно другим же, командирский танк имел радиостанцию двухсторонней связи, тогда как остальные девять m/21 оснащались приёмниками. Поскольку двигатель танка был сочтён маломощным, а попытки найти m/21 более современную замену окончились неудачей, в 1930—1934 годах пять из m/21 были модернизированы фирмой «Ландсверк» путём установки новых двигателей фирмы «Скания-Вабис», мощностью в 85 вместо 55 л.с, с новыми коробками передач, и 8-мм пулемётов, получив обозначение Strv m/21-29, в то время как остальные пять продолжали эксплуатироваться до первого выхода из строя, с последующей разборкой на запасные части.
До середины 1930-х годов m/21 и m/21-29 составляли основу танкового парка Швеции; программа сокращения военных расходов, принятая в 1925 году, не позволяла армии вести новые разработки. Тем не менее, Шведская армия продолжала вести поиск подходящих образцов за рубежом. Ещё осенью 1923 года, в дополнение к LK II, был приобретён один экземпляр близкого по классу французского «Рено» FT, но на испытаниях устаревший и изношенный танк показал даже худшую подвижность, чем m/21, хотя его 37-мм пушка привлекла интерес военных. Значительный вклад в продолжение развития шведских танковых войск в этот ранний период внёс Б. Бурен, их последовательный пропонент, иногда называемый «отцом шведских танков».

#### Бронеавтомобили

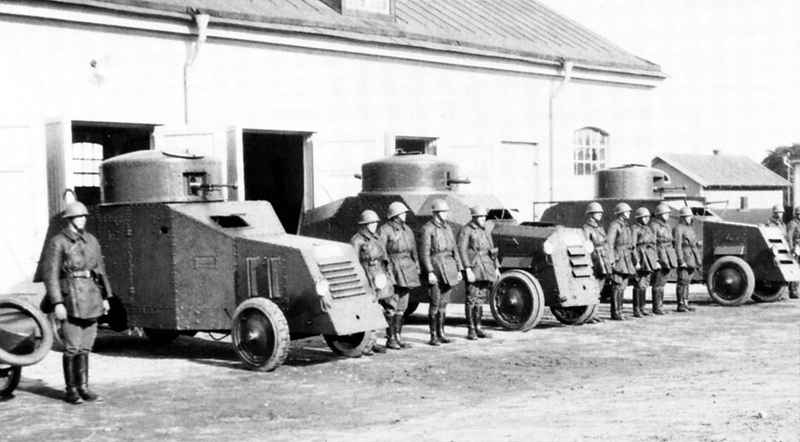
Бронеавтомобили Pbil fm/25 и fm/26

В области колёсной бронетехники шведскими военными никаких действий не предпринималось до 1925 года, когда машиностроительной фирмой Tidaholms bruk на шасси собственного 1,5-тонного грузового автомобиля были построены два бронеавтомобиля Pbil fm/25, а в следующем году — один усовершенствованный экземпляр, получивший обозначение Pbil fm/26. Все три бронеавтомобиля рассматривались лишь в качестве опытных машин для отработки тактики их применения, и вследствие задержек поставок бронелистов фирмой «Бофорс», fm/25 были изготовлены из неброневой стали.
По сравнению с базовым автомобилем, шасси fm/25 и fm/26 было снабжено кормовым постом управления, однако в остальном они, подобно другим ранним бронеавтомобилям, представляли собой простую установку броневого корпуса на шасси гражданской машины. С вооружением из одного 6,5-мм пулемёта, толщиной вертикального бронирования в 5,5 мм и максимальной скоростью, не превышавшей 45 км/ч, fm/25 и fm/26 обладали типичными недостатками полученным таким образом бронеавтомобилей, прежде всего недостаточной проходимостью, однако широко применялись Шведской армией для различных испытаний; в частности, один из них был в опытном порядке оснащён полугусеничным движителем типа «Ниберг», а другой — радиостанцией. Параллельно, Шведская армия вела поиск перспективных бронеавтомобилей за рубежом, однако подходящих образцов закупочным комиссиям найти не удалось.

### Приход в танкостроение фирмы «Ландсверк» (1928—1936)
Поворотным моментом в истории шведского танкостроения стала покупка в 1925 году контрольного пакета акций шведской компании «Ландсверк» германской фирмой: согласно одним источникам, «Крупп», по другим же — Gutehoffnungshütte Oberhausen A.G., через дочернюю нидерландскую компанию; имеются также данные, что в любом случае, «Крупп» как минимум осуществляла сотрудничество с «Ландсверк». Переход «Ландсверк» под германский контроль положил начало периоду шведско-германского сотрудничества в разработке бронетанковой техники, выгодному для обеих сторон: шведская, не имевшая собственной танкостроительной школы, получала доступ к германским технологиям и помощи германских конструкторов, в то время как германская получала в Швеции площадку для обхода условий Версальского договора, запрещавших ей разработку бронетехники и владение ею.
В 1928 году на базе механической мастерской фирмы был организован бронетанковый отдел, которым до отбытия на родину в 1937 году руководил германский конструктор О. Меркер, привезший с собой многочисленных других специалистов. Хотя доля германского вклада в проектирование шведских танков остаётся неизвестной, к 1930 году «Ландсверк», ещё несколько лет назад не имевшая никакого опыта в разработке бронетехники, превратилась в производителя современных боевых машин, и за период шведско-германского сотрудничества заняла доминирующее положение в стране, произведя ряд высоко оценивавшихся специалистами боевых машин. С началом Германией серийного производства бронетехники, однако, работавшие в Швеции специалисты были в 1934 году отозваны на родину.

#### Танки

##### Конкурс Шведской армии

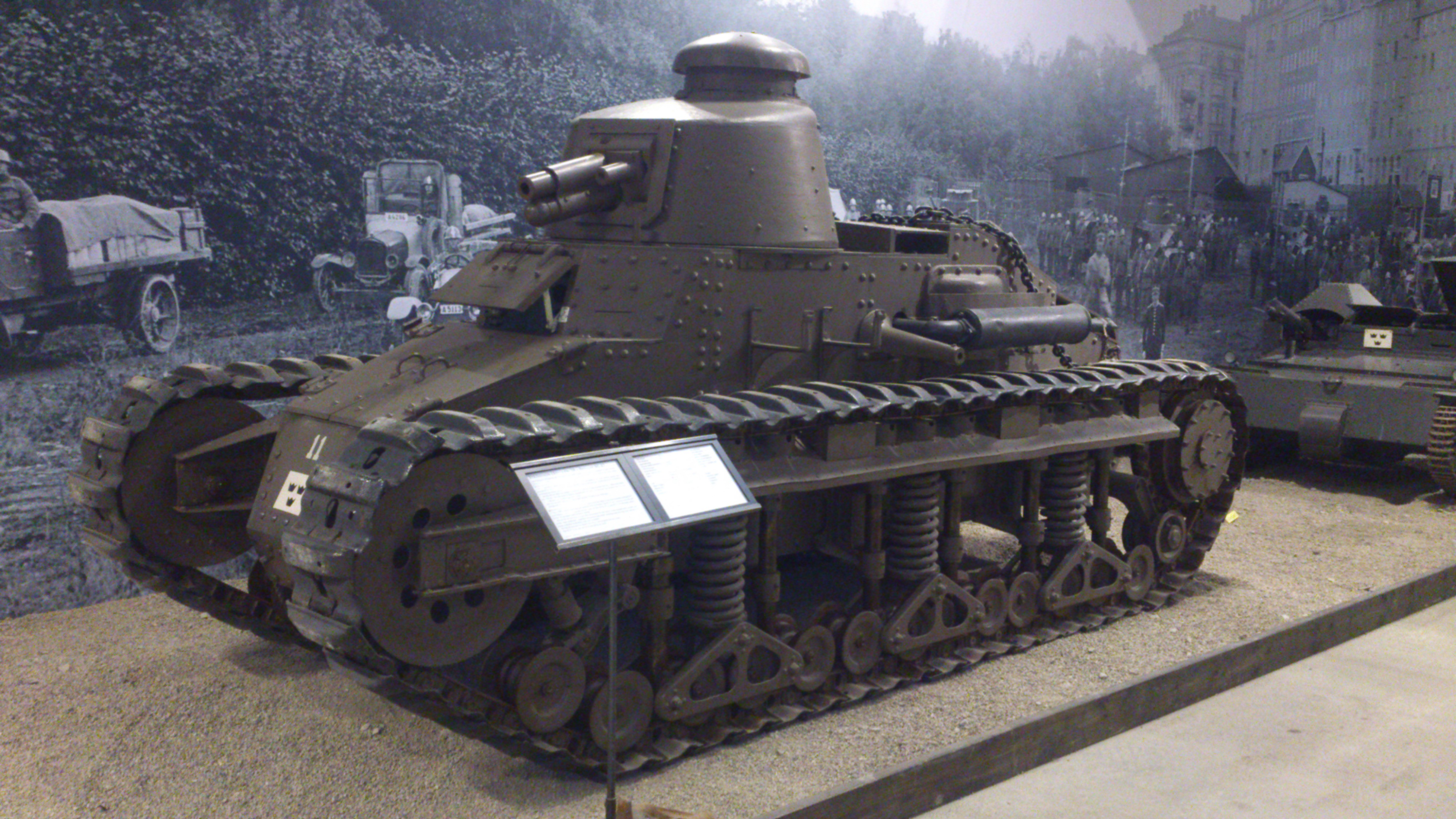
Лёгкий танк Strv fm/28

В январе 1928 года шведская армия всё же добилась выделения из бюджета 400 000 крон для приобретения ещё одного танка для испытаний, а к концу года шведский генеральный штаб представил требования к будущей машине:
- Высокая огневая мощь, с вооружением из пушки и пулемёта;
- Высокая подвижность в гористых шведских условиях, со скоростью не менее 20 км/ч по шоссе и 10 км/ч на пересечённой местности.
- Бронирование, достаточное для защиты от огня 37-мм пушки[сн 6];
- Масса не более 12 тонн, для прохождения по большинству мостов;

Свои предложения на конкурс шведской армии представили фирмы «Бофорс» и «Ландсверк», а также Morgårdshammar, работавшая в сотрудничестве с австрийским конструктором Ф. Хайглем, разработавшим два оригинальных проекта, оснащённых комбинированным железнодорожным ходом, однако смерть изобретателя помешала завершению работ в этом направлении. В конечном счёте, тем не менее, шведская армия предпочла перечисленным французский NC-27, испытывавшийся под обозначением Strv fm/28. На испытаниях, однако, французская машина продемонстрировала неудовлетворительную надёжность и подвижность, наряду с другими конструктивными недостатками, и также была отвергнута армией. Наряду с этим, в 1931 году были закуплены две танкетки британской фирмы Vickers-Armstrongs — Mk.V и Mk.VI, но руководство армии сразу дало понять, что боевые машины такого типа его не интересуют и дальнейших заказов на танкетки, использовавшиеся армией лишь в качестве бронированных тягачей, также не последовало.

##### L-5

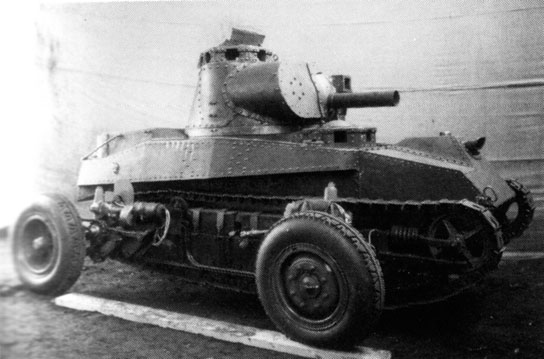
Лёгкий танк L-5 на колёсном ходу, с макетом пушки

В 1929 году «Ландсверк», на основе разработанного годом ранее германского проекта Raeder-Raupen-Kampfwagen M28, начала создание колёсно-гусеничного лёгкого танка, получившего обозначение L-5. Всего компанией было изготовлено шесть образцов танка, один из которых был в рамках шведско-германского сотрудничества отправлен в танковый центр «Кама» в СССР для испытаний. 7-тонный L-5 имел экипаж из четырёх человек и был вооружён 37-мм пушкой и двумя 9-мм пулемётами. Колёсный движитель, состоявший из четырёх размещённых по бортам колёс с пневматическими шинами, для перехода на гусеничный ход поднимался и опускался при помощи приводимой от двигателя передачи; танк также снабжался приборами для облегчения движения задним ходом. На испытаниях двигатель танка показал себя столь маломощным, а трансмиссия — ненадёжной, что для передвижения по пересечённой местности с танка пришлось демонтировать башню, и Шведской армией L-5 на вооружение принят не был.

##### L-10, L-30, L-80 и L-110

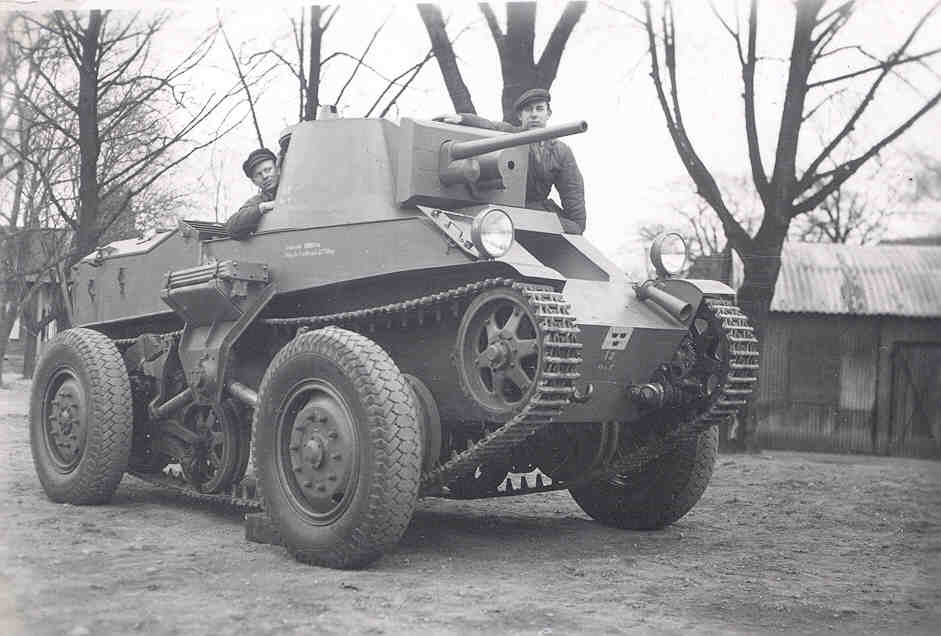
Лёгкий танк L-30 (Strv fm/31) на колёсном ходу

Около 1930 года Шведская армия вновь обратилась к фирмам «Ландсверк» и «Бофорс» с предложением разработать и построить малую партию танков для испытаний. «Бофорс», сотрудничавшая с германской AG Hoesch-Krupp, могла предложить армии разработанный в Германии проект; заинтересованность проявила и Morgårdshammar, вновь представившая создававшийся в сотрудничестве с Ф. Хайглем проект. После изучения предложений «Бофорс» и «Ландсверк» осенью 1930 года, в январе 1931 года заказ получила последняя, тогда как проект «Бофорс» был отвергнут, как: «не подходящий в настоящем виде для шведских условий эксплуатации»; для Morgårdshammar же завершение разработки оказалось затруднённым после смерти Хайгля.
Несмотря на неудачу с L-5, «Ландсверк» сумела создать на его основе более совершенный колёсно-гусеничный танк, получивший обозначение L-30, а также его гусеничный вариант L-10, разработанный по заказу армии. Конструкция обоих танков вновь базировалась на германских наработках, в частности, сблокированная попарно подвеска на листовых рессорах была спроектирована Ф. Порше. Разработка и постройка танков затянулись до 1935 года, когда армии были переданы три L-10, принятых на вооружение как Strv m/31, и один L-30 из неброневой стали, испытывавшийся под обозначением Strv fm/31.

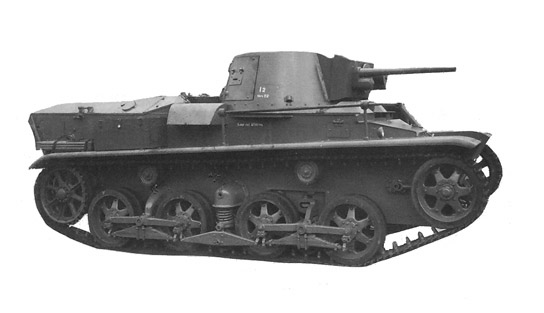
Лёгкий танк L-10 (Strv m/31)

Обе машины имели классическую компоновку, массу в 11,5 тонн и однотипные броневые корпуса и башни, хотя максимальная толщина брони составляла 24 мм на L-10 и только 14 мм на L-30. Близким было и вооружение: 37-мм пушка в двухместной башне и спаренный с ней 8-мм пулемёт; L-10 также оснащался курсовым пулемётом. L-30 снабжался кормовым постом управления и имел экипаж трёх или четырёх человек, в который мог входить отдельный водитель для кормового поста, тогда как L-10 имел постоянный экипаж из четырёх человек за счёт наличия стрелка курсового пулемёта. Однотипный с L-5 колёсный движитель L-30, состоявший из четырёх размещённых по бортам колёс с пневматическими шинами, опускался и поднимался при помощи механического привода изнутри танка, в том числе прямо на ходу. Двигатели германской фирмы «Майбах» мощностью в 150 л.с. обеспечивал L-10 танкам максимальную скорость в 42 км/ч на гусеницах, тогда как L-30 развивал лишь 35 км/ч на гусеничном, но до 75 км/ч на колёсном ходу.
Параллельно с разработкой машин для Шведской армии, в 1933 году «Ландсверк» построила ещё один образец колёсно-гусеничного танка, L-80, имевший однотипный с L-30 колёсный ход, но меньшие размеры: при массе в 6,5 тонн танк имел экипаж из двух человек, максимальную толщину брони, по разным данным, 9 или 13 мм и вооружение из 20-мм автоматической пушки и спаренного с ней 8-мм пулемёта; скорость хода машины осталась на уровне L-80. На вооружение армии танк принят не был, как и построенный в том же году колёсно-гусеничный L-110, и, хотя колёсно-гусеничный движитель «Ландсверк» сравнительно высоко оценивался современниками, дальнейшие работы в этом, оказавшемся в итоге тупиковым, направлении были прекращены. L-10 же, хоть и не поступил в серийное производство, лёг в основу всех последующих лёгких танков «Ландсверк».

##### L-60, L-100 и L-120

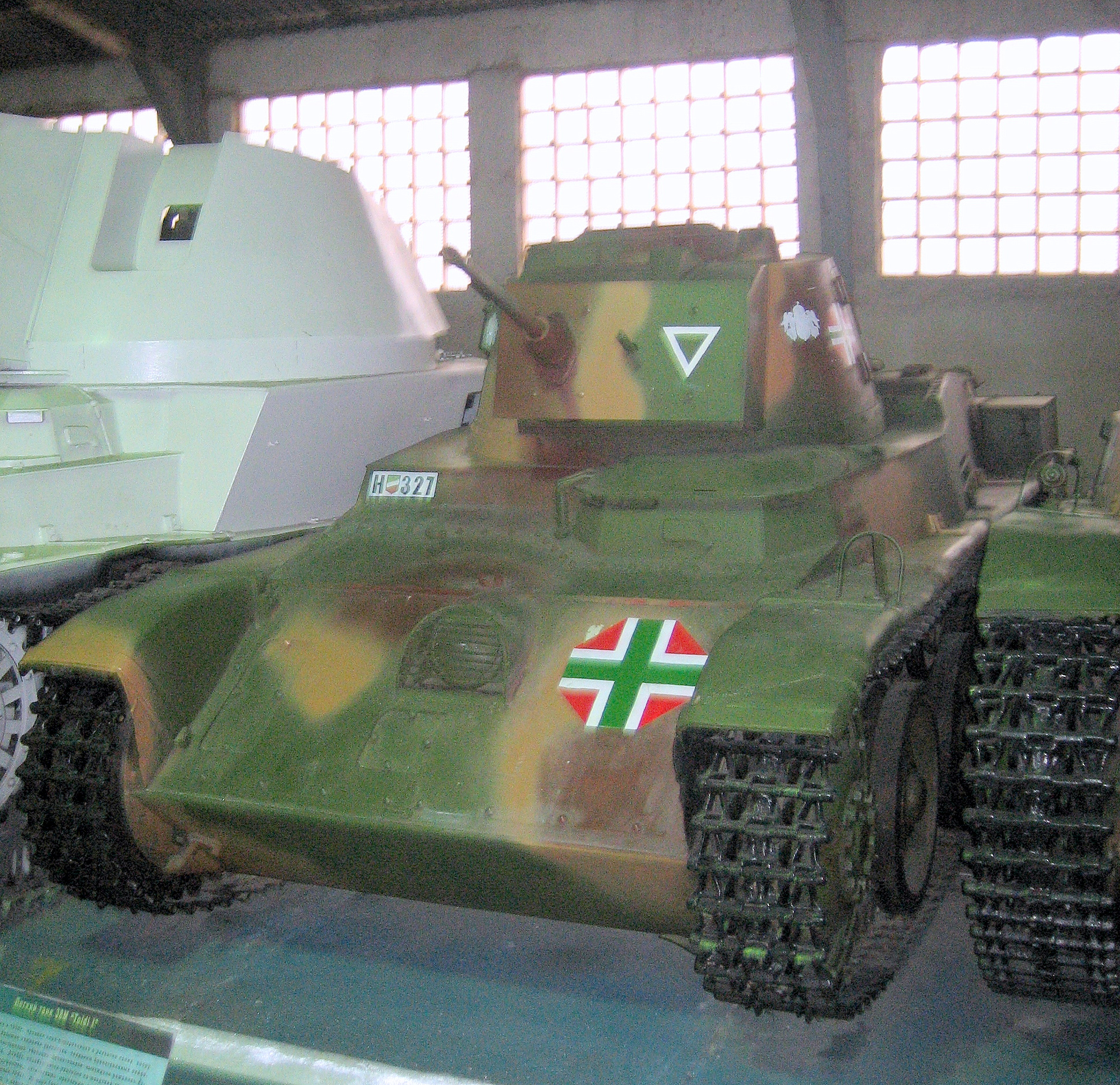
Лёгкий танк «Толди» (модифицированный L-60B)

Несмотря на то, что L-10 оценивался как современная боевая машина, параллельно с выполнением заказа Шведской армии «Ландсверк» развернула работы по созданию более совершенного танка, в 1934 году представив новый L-60, некоторыми специалистами оценивающийся как один из лучших лёгких танков начала 1930-х годов. Базовый вариант танка вооружался 20-мм пушкой и спаренным 8-мм пулемётом в двухместной башне, а максимальная толщина брони, в лобовой части корпуса располагавшейся с рациональными углами наклона, достигала 13 мм. В отличие от предшественников, новый танк имел компоновку с лобовым расположением трансмиссии и более компактные размеры, кроме того, L-60 стал первым в мире танком, оснащённым торсионной подвеской, вновь, разработанной Ф. Порше. Двигатель «Бюссинг-НАГ» мощностью 160 л.с. позволял 6,8-тонной машине развивать максимальную скорость в 48 км/ч.
Шведская армия в рассматриваемый период приобрела лишь один прототип из неброневой стали, а в июне 1936 года — одно шасси для испытаний, позднее использованное для постройки серийного Strv m/38. «Ландсверк» предлагала танк на экспорт, однако сколько-нибудь значительных заказов на готовые машины не последовало: два L-60 в 1935 году приобрела Ирландия, которой позднее был доставлен ещё один танк взамен уничтоженного пожаром, ещё один танк в 1936 году был продан Австрии за 126 756 крон. В Ирландии рассматривалась даже возможность организации лицензионного производства L-60 на заводе Great Northern Railway в Дандолке, но осуществить эти планы не удалось.

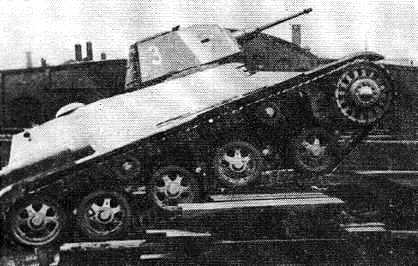
Малый танк L-100

Более важной оказалась покупка для испытаний в 1936 году одного L-60B за 139 800 крон Венгрией, искавшей подходящий образец для вооружения Хонведшега, и последующее приобретение лицензии на его производство. Принятый на вооружение под обозначением 38.M «Толди» L-60B серийно производился, в том числе первая партия — ещё из шведских комплектующих, с 1940 по 1941 год, всего в Венгрии было выпущено 190 экземпляров танка, последняя модификация которого, модернизированная в 1943 году, несла 40-мм противотанковую пушку и 20…35-мм лобовую броню.
Параллельно с лёгким L-60, «Ландсверк» был в 1933—1934 годах разработан малый танк L-100. Основные конструктивные решения малого танка были подобны L-60, однако L-100 имел меньшие размеры и массу в 4,5 тонны, экипаж из двух человек и вооружение из одного 8-мм пулемёта, а толщина его брони не превышала 9 мм. С двигателем мощностью 110—115 л.с. двигатель развивал максимальную скорость в 50 км/ч, при 130-сильном двигателе — 55 км/ч. Параллельно с этим в 1933 году был предложен проект танка-истребителя L-101, вооружавшийся 20-мм автоматической пушкой, однако нет данных, указывающих на то, что проект дошёл даже до стадии прототипа. Заказов ни на один из этих образцов не последовало, но в 1936 году «Ландсверк» вернулась к идее сверхлёгкого танка, разработав схожий по своим тактико-техническим характеристикам L-120. По разным данным, один или два образца такого танка приобрела в 1937 году для испытаний Шведская армия, ещё один L-120, известный как «Рикстанкен», в 1938 году купила норвежская кавалерия за 3000$.

##### «Бофорс» и польская танковая программа

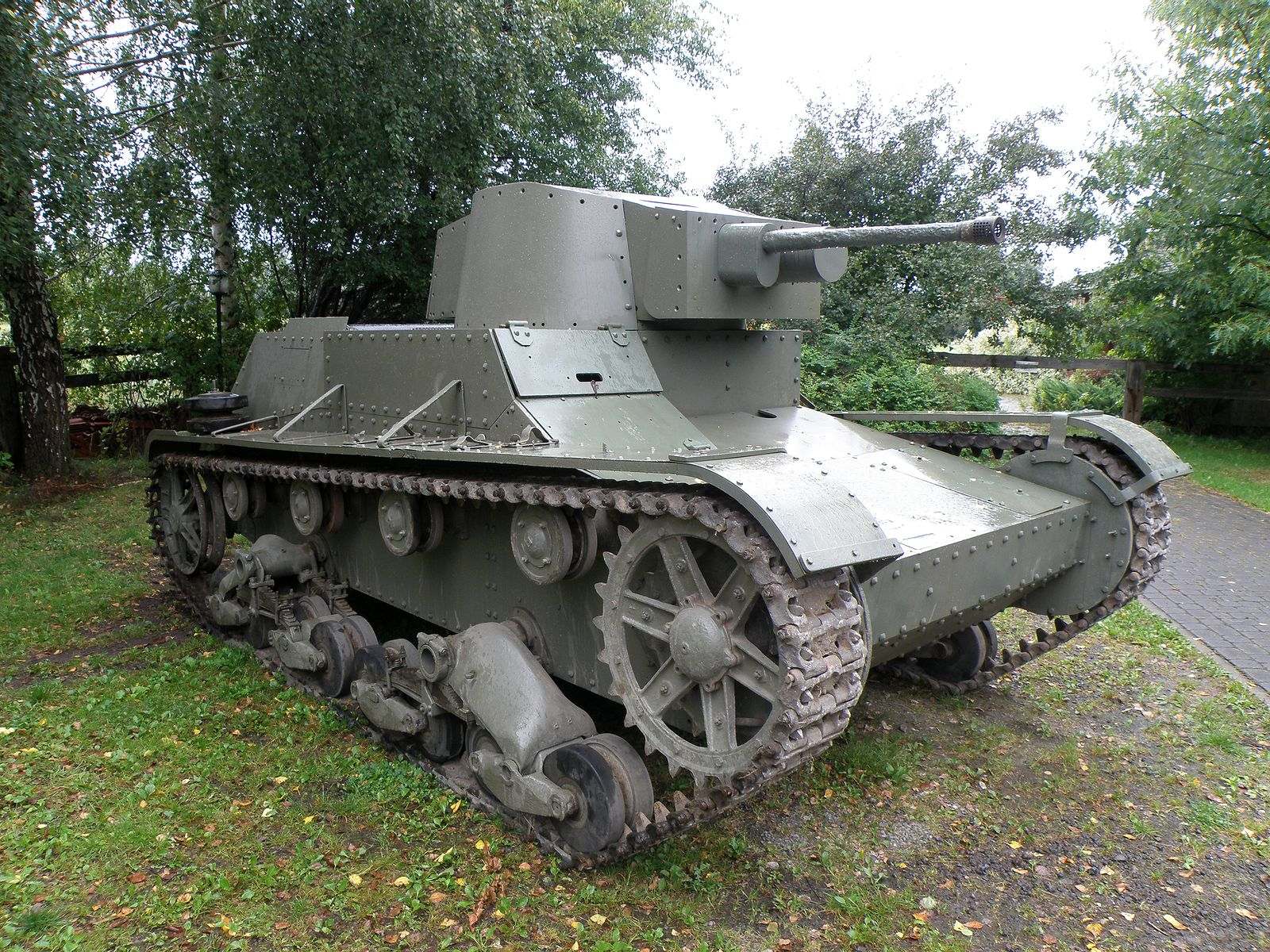
Танк 7TP с башней разработки «Бофорс»

Хотя «Бофорс» потерпела неудачу на конкурсах Шведской армии, некоторый успех компания нашла в Польше, которой в 1935 году была продана лицензия на выпуск 37-мм противотанкового орудия. Для осуществлявшейся параллельно с этим польской танковой программы было решено создать вариант орудия для вооружения лёгкого танка 7TP, причём «Бофорс», когда ей был продемонстрирован польский проект спаренной установки пушки и пулемёта, согласилась бесплатно выполнить работы по этой установке. После этого польской стороной было принято решение заказать «Бофорс» и разработку башни для 7TP, тактико-технические требования к которой были установлены на конференции в Стокгольме в декабре 1935 года. На той же конференции с «Бофорс» был заключён контракт, согласно которому фирма обязывалась поставить Прототип башни из неброневой стали, с вооружением и оборудованием. Изготовленная «Бофорс» башня, имевшая аналогичное L-60 оборудование, была вместе с сопутствующей технической документацией отправлена в Польшу 12 ноября 1936 года. После некоторых доработок, включавших добавление кормовой ниши для установки радиостанции, башня в 1937 году прошла испытания и была принята к установке на танк 7TP.

#### Бронеавтомобили

##### Pbil fm/29 и m/31

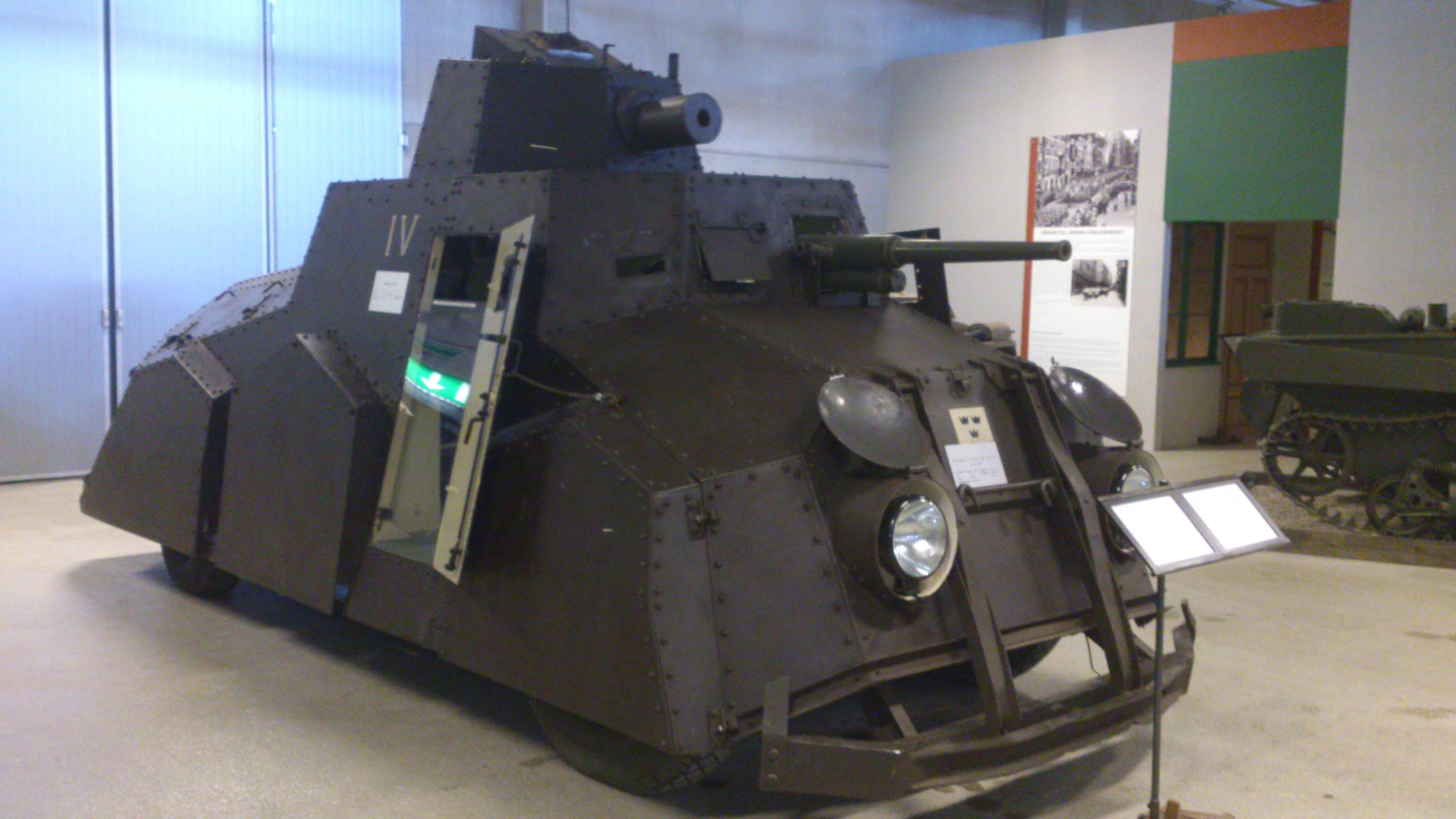
Бронеавтомобиль Pbil fm/29

27 июня 1927 года из бюджета были выделены средства на продолжение экспериментов с бронеавтомобилями, которые решено было использовать для приобретения «полноценных» машин вместо опытных fm/25 и fm/26. Поскольку поиски подходящего образца за рубежом результата не принесли, Шведская армия обратилась к отечественным производителям. Одним из основных требований к будущей машине была способность действовать на пересечённой местности, и ввиду успешных испытаний артиллерийского тягача m/28, лицензия на который была закуплена у итальянской фирмы F.I.A.T. S.p.A., было принято решение использовать его шасси. Проект бронеавтомобиля, получивший обозначение L-170, был разработан «Ландсверк» в 1929 году, и в следующем году фирма получила от Шведской армии заказ на постройку одного шасси бронеавтомобиля, принятого на вооружение под обозначением Pbil fm/29, броневой корпус для которого был изготовлен и в феврале 1932 года установлен на шасси верфью флота в Стокгольме.
По сравнению с предшественниками, fm/29 имел сравнительно современную конструкцию, базируясь на полноприводном военном шасси с двумя постами управления; дополнительно проходимость повышали два запасных колеса, установленных в средней части корпуса и работавших при преодолении препятствий. Вооружение бронеавтомобиля, помимо двух пулемётов, в башне и в кормовом бронелисте, включало установленную в лобовом бронелисте 37-мм морскую пушку m/98 B, а вертикальное бронирование, хотя и не превышало 6 мм, частично располагалось под рациональными углами наклона. Тем не менее, стоимость fm/29, составившая в итоге 50 000 крон, для Шведской армии оказалась на то время непосильной, а проходимость переутяжелённого и обладавшего малыми углами свеса бронеавтомобиля, как показал опыт эксплуатации, оказалась недостаточной, вследствие чего дальнейшие работы в этом направлении были прекращены.

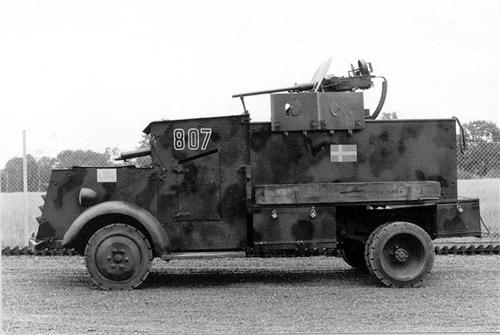
Бронеавтомобиль Pbil m/31 с 20-мм пушкой

Поскольку ещё на стадии проектирования fm/29 стало очевидным, что машина выйдет слишком дорогой для массовой закупки Шведской армией, в 1929 году был начат параллельный проект по созданию дешёвого бронеавтомобиля для удовлетворения потребностей кавалерии, нуждавшейся в серийных бронемашинах хотя бы для проведения манёвров и подготовки личного состава. Летом 1930 года фирмой «Бофорс» был изготовлен первый прототип бронеавтомобиля на шасси 2,5-тонного грузового автомобиля, получивший обозначение Pbil fm/30, но он не полностью удовлетворил военных, и в июне 1931 года компания получила заказ на разработку и изготовление второго образца на шасси 2-тонного грузового автомобиля фирмы «Шевроле», завершённого уже 10 августа того же года, и после испытаний принятого на вооружение под обозначением Pbil m/31.
Хотя «Ландсверк» в этот раз и не была вовлечена в разработку, заказ на серийное производство бронеавтомобилей был выдан ей. Поштучное производство m/31, практически каждый из которых имел незначительные отличия в зависимости от использованного шасси, продолжалось вплоть до 1940 года, всего за этот период Шведская армия получила 30 машин этого типа. Конструктивно, m/31 были даже более примитивны, чем m/26, представляя собой не более чем бортовые грузовики — «Шевроле» на машинах ранних выпусков и «Вольво» на последующих — с изготовленным из 5,5-мм бронелистов корпусом, на грузовой платформе которых размещалась прикрытая бронещитом тумбовая установка с 37-мм пушкой m/98 или пулемётом; ещё один пулемёт устанавливался в лобовом бронелисте. При всех их недостатках, m/31 до конца 1930-х годов составляли бо́льшую часть шведского бронепарка и оставались в строю даже после появления более совершенных машин; в 1942 году армия даже приняла решение перевооружить бронеавтомобили спаренной установкой из 20-мм пушки m/40 и 8-мм пулемёта.

##### L-185, L-190 и L-210

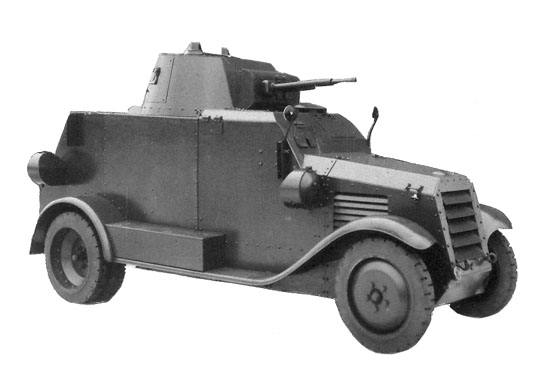
Бронеавтомобиль L-185

При отсутствии интереса со стороны армии к более совершенной технике, «Ландсверк» обратилась к внешнему рынку. В 1932—1933 годах фирмой был разработан бронеавтомобиль L-185, обладавший сравнительно современной для своего времени конструкцией: хотя за основу было вновь взято двухосное шасси коммерческого грузового автомобиля, фирмы «Форд», оно было доработано для боевой машины путём установки механизмов двойного управления и реверсивной передачи для обеспечения равной скорости хода в обоих направлениях. Броневой корпус 4,2-тонной машины имел сравнительно простую форму, с толщиной вертикальных листов в 6 мм, основное вооружение же — 20-мм автоматическая пушка и 8-мм пулемёт — располагалось в двухместной башне по типу лёгких танков фирмы; второй пулемёт, как на предшествующих машинах, устанавливался в лобовом листе корпуса. В 1934 году один L-185, построенный на полноприводном шасси типа «Фордзон», был продан Дании за 60 000 датских крон, но дальнейших заказов на бронеавтомобиль не последовало.
Помимо этого, в 1932 году «Ландсверк» на базе мотоцикла фирмы «Харлей-Девидсон» была построена оригинальная боевая машина — бронемотоцикл L-190, вооружённый пулемётом в турельной установке на боковой коляске. Один экземпляр усовершенствованного бронемотоцикла, L-210, был в 1938 году продан Дании, ещё один в том же году приобрёл барон Шлебрюгге, руководитель нацистского пропагандистского аппарата в Южной и Центральной Америке.

##### L-181, L-182 и L-180

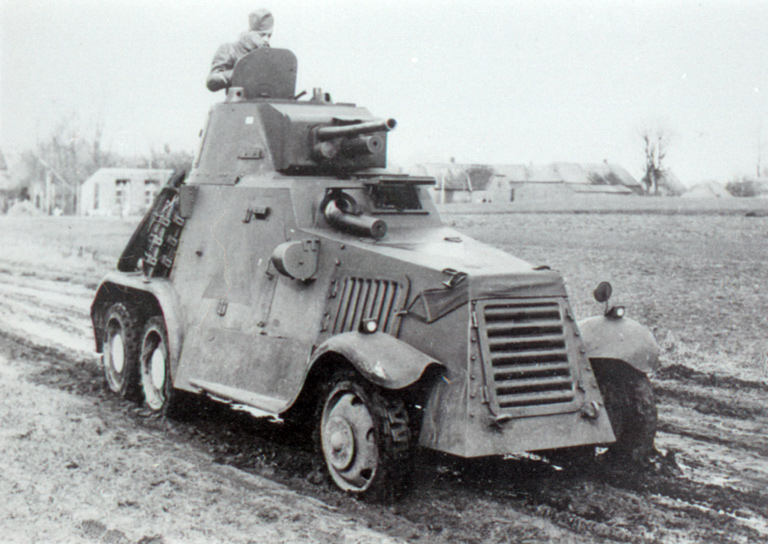
Бронеавтомобиль L-181 Армии Нидерландов

Большего успеха добились трёхосные модели фирмы. Параллельно с L-185 в 1933 году был создан 6,2-тонный L-181, согласно некоторым источникам, спроектированный для Германии, и базировавшийся на шасси заднеприводного (6×4) грузового автомобиля «Мерседес-Бенц», дополненном реверсивной передачей и кормовым постом управления. Бронирование L-181 достигло 9 мм в лобовой части и башне и 7 мм на бортах корпуса, а две ведущие оси, несмотря на отсутствие полного привода, обеспечивали машине повышенную проходимость. Вооружение L-181 состояло из спаренных пушки и пулемёта в схожей с L-185 башне и двух пулемётов в лобовом и кормовом листах корпуса; в зависимости от пожеланий заказчика, бронеавтомобили оснащались либо 20-мм автоматической пушкой «Мадсен», либо 37-мм противотанковой пушкой «Бофорс».
В общей сложности, с 1933 по 1935 год «Ландсверк» поставила Литве и Нидерландам 18 бронеавтомобилей L-181 и ещё один, по некоторым источникам — Дании. Помимо этого, Финляндии в 1936 году был продан за 75 000 крон один экземпляр бронеавтомобиля L-182, фактически представлявшего собой упрощённый и уменьшенный L-181, лишённый кормового поста управления и оснащённый иной башней, со спаренной установкой 13-мм и 7,92-мм пулемётов.

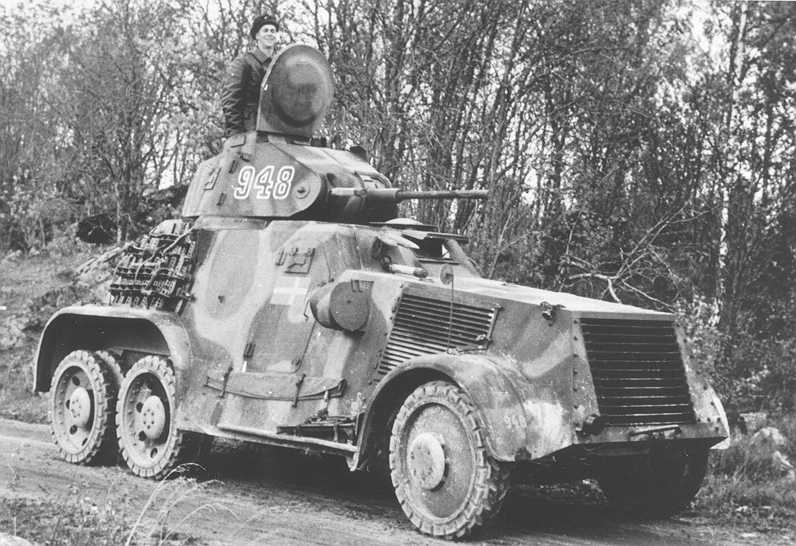
Бронеавтомобиль L-180 Шведской армии

С 1935 года «Ландсверк» предлагала модернизированный вариант L-181, получивший обозначение L-180 и базировавшийся на шасси грузового автомобиля фирмы «Скания-Вабис». Масса построенного на более длинном и широком шасси бронеавтомобиля, получившего достигавшее 15 мм лобовое и 9-мм бортовое бронирование корпуса, возросла до 7 тонн, но мощность двигателя увеличилась при этом более чем вдвое — с 68 до 150 л.с. Вооружение L-180 осталось аналогичным предшественнику: 20-мм или 37-мм пушка, в зависимости от пожеланий заказчика. Для дополнительного повышения проходимости, L-180 могли комплектоваться, по крайней мере в Шведской армии, гусеничными лентами, надеваемыми поверх задних колёс, превращая бронеавтомобиль в аналог полугусеничного.
В общей сложности, с 1935 по 1939 год Дании, Ирландии, Эстонии и Нидерландам было продано, по разным данным, от 28 до 41 L-180 по цене в среднем около 100 000 крон за единицу; также на экспорт поставлялись башни L-180 для использования в национальных танкостроительных программах: 4 — для ирландской, к бронеавтомобилям «Лейланд», и 12 — нидерландской, к бронеавтомобилям M39. Однако с началом Второй мировой войны шведское правительство наложило вето на дальнейшие поставки и конфисковало пять предназначавшихся Ирландии недостроенных бронеавтомобилей, которые после достройки были приняты на вооружение Шведской армии под обозначением Pbil m/41. Поскольку бронеавтомобили для Ирландии вооружались пушками «Мадсен», Шведской армией не использовавшимися, в октябре 1941 года Шведская армия приняла решение о переоборудовании m/41 однотипными с m/39 башнями со стандартными шведскими 20-мм пушками m/40.

### Переход к серийному производству (1936—1941)

#### Танки
К середине 1930-х годов Шведская армия приняла решение о формировании двух танковых батальонов для поддержки двух своих корпусов, предусмотренных мобилизационным планом, что требовало расширения танкового парка, к тому времени состоявшего из пяти fm/21-29 и трёх m/31. Новый этап в истории шведских бронетанковых войск наступил 11 июня 1936 года, когда Риксдаг, в связи с ухудшением международной обстановки и вероятностью советского или германского вторжения, утвердил десятилетний бюджет в 130 млн крон на модернизацию и расширение армии, около 4,5 млн из которых было выделено на закупку танков для вооружения одного батальона. За бронетехникой армия первоначально обратилась к отечественной «Ландсверк» и британской фирме «Виккерс». Поскольку уже вскоре стало ясно, что выделенных средств недостаточно для закупки батальонного комплекта пушечных танков, Шведская армия была вынуждена пойти на компромисс и пойти на смешанное вооружение батальона, бо́льшую часть которого должны были составить более лёгкие и дешёвые пулемётные танки.
В качестве пулемётных и пушечных машин «Ландсверк» располагала L-120 и L-60, «Виккерс» же предлагала Patrol Tank Mk.II и Mk.E («6-тонный»), но вскоре была исключена из рассмотрения в связи с отрицательными отзывами Финской армии по опыту эксплуатации Mk.E. Для выбора необходимых танков Шведская армия сформировала специальную комиссию, в декабре 1936 — январе 1937 года посетившую Польшу, Германию и Францию, но не нашедшую ни одного подходящего образца.

##### Strv m/37
В январе 1937 года к процессу подключилась чехословацкая компания ČKD, к которой обратилась шведская фирма Ackumulator A.B. Jungner, имевшая связи с членами танковой комиссии, с предложением содействовать получению заказа Шведской армии. В рамках этого Jungner в феврале передала ČKD служебную переписку между Шведской армией и «Ландсверк», содержавшую детальные тактико-технические требования и информацию о цене, и 2 марта между фирмами был заключён договор, предусматривавший получение ČKD контракта на 80 млн чехословацких крон, с 5 % комиссионным вознаграждением в пользу Jungner.
В том же месяце ČKD продемонстрировала прибывшей в Чехословакию комиссии свои малый танк серии AH-IV и лёгкие P-II-a и TNH в зимнем пробеге в горах Крконоше. Успешные испытания вызвали интерес комиссии, которой 9 марта была представлена детальная техническая документация на AH-IV, AH-IV-C, TNH и TNHb, и на собранном в конце месяца совещании комиссия рекомендовала закупку чехословацких танков. Дополнительным аргументом в пользу этого решения послужило то, что когда «Ландсверк» в мае всё же передала армии один или два опытных образца L-120 — с опозданием почти на полгода — на состоявшихся летом испытаниях шведский танк показал неудовлетворительные результаты, оказавшись, в частности, недостаточно надёжным и чрезмерно сложным в обслуживании. В результате, с учётом того, что чехословацкая фирма обещала меньшие цены и сроки поставки, было принято решение о закупке в качестве пулемётных машин модифицированных под шведские требования AH-IV. 12 июля 1937 года с ČKD был заключён контракт на 1 943 040 шведских крон за поставку 46 танков AH-IV-Sv и 75 000 крон за запасные части к ним; ещё два танка были заказаны позднее. Танки поставлялись в Швецию в виде машинокомплектов без вооружения и бронелистов, которые закупались у отечественных производителей; ČKD не только согласилась на эти условия, но также решила заменить чехословацкие двигатели фирмы «Прага» на более дешёвые «Вольво».

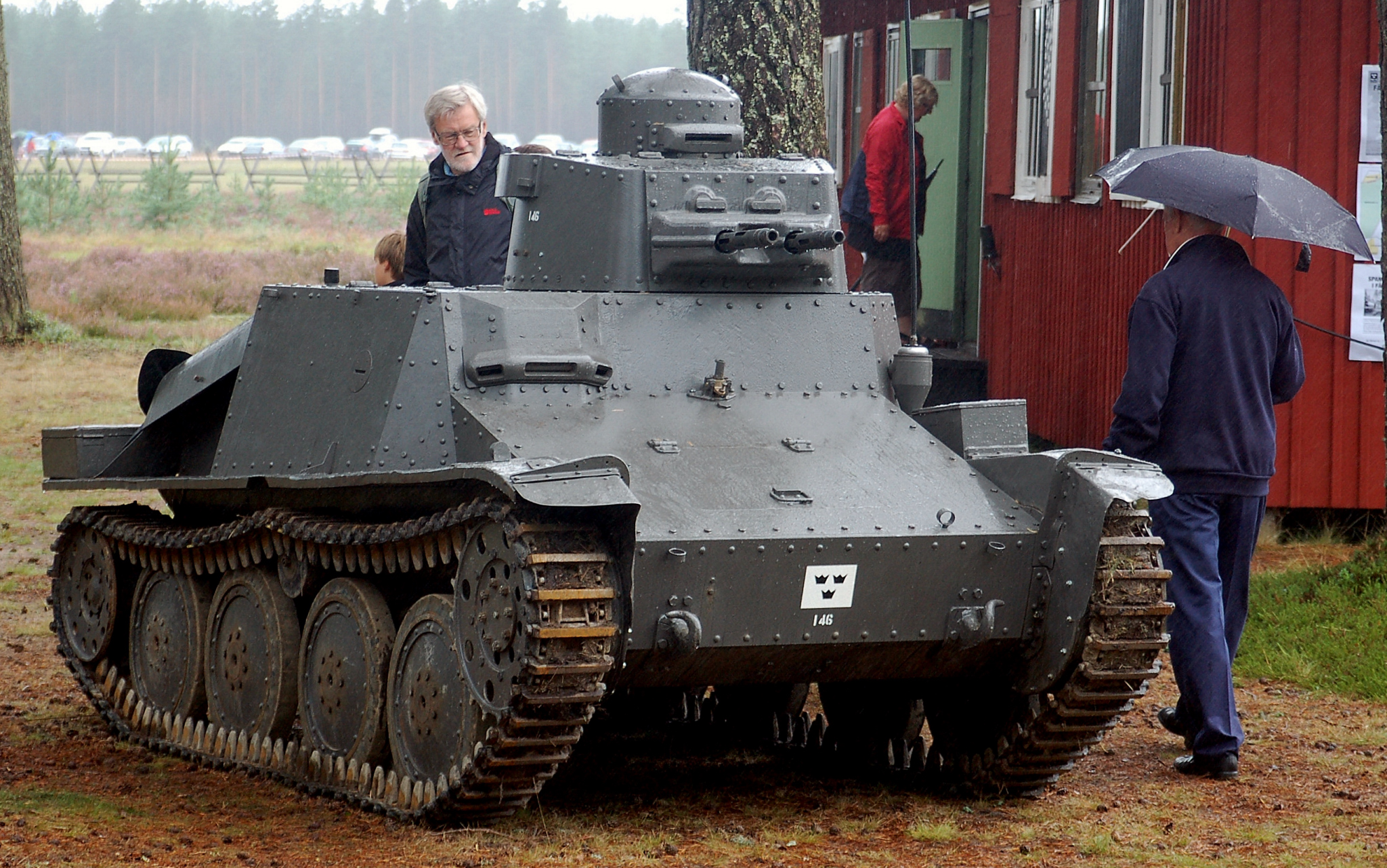
Лёгкий танк Strv m/37

Прототип AH-IV-Sv из неброневой стали был завершён в начале сентября 1937 года и после двух месяцев заводских испытаний поступил на приёмные, по результатам которых 1 декабря танк был официально принят Шведской армией на вооружение под обозначением Strv m/37. Сборку танков осуществляла, с участием специалистов с ČKD, Jungner, арендовавшая для этого два цеха на верфях Оскарсхамна, с использованием бронелистов фирмы Avesta Jernverks AB. Окончательная сборка m/37 началась в апреле 1938 года и первые шесть машин были завершены в сентябре, однако дальнейшие поставки были задержаны поздней доставкой литых установок пулемётов и смотровых приборов. Последний машинокомплект был доставлен в Швецию в ноябре 1938 года, и все 48 m/37 были сданы армии к марту 1939 года — почти на год позже запланированных сроков.
Конструктивно m/37 представлял типичный для середины 1930-х годов малый танк, с экипажем из двух человек и компоновкой с передним расположением трансмиссии и совмещённым боевым отделением и отделением управления. Бронирование танка, частично располагавшееся под рациональными углами наклона, составляло 15 мм в лобовой части и 10 мм по бортам корпуса, при 12-мм бронировании башни, а вооружение состояло из спаренных 8-мм пулемётов в одноместной башне, снабжённой командирской башенкой. Карбюраторный двигатель мощностью в 85 л.с. в сочетании с современной полуавтоматической коробкой передач позволял 4,5-тонной машине развивать максимальную скорость в 60 км/ч. По меркам своего времени, первый серийный шведский танк, имевший высокую подвижность и штатно оснащавшийся радиостанцией, мог бы стать современной разведывательной машиной, однако в качестве основного танка, в котором он использовался в шведской армии, пулемётное вооружение и противопульная броня делали его к 1939 году полностью устаревшим.

##### Strv m/38, m/39 и m/40

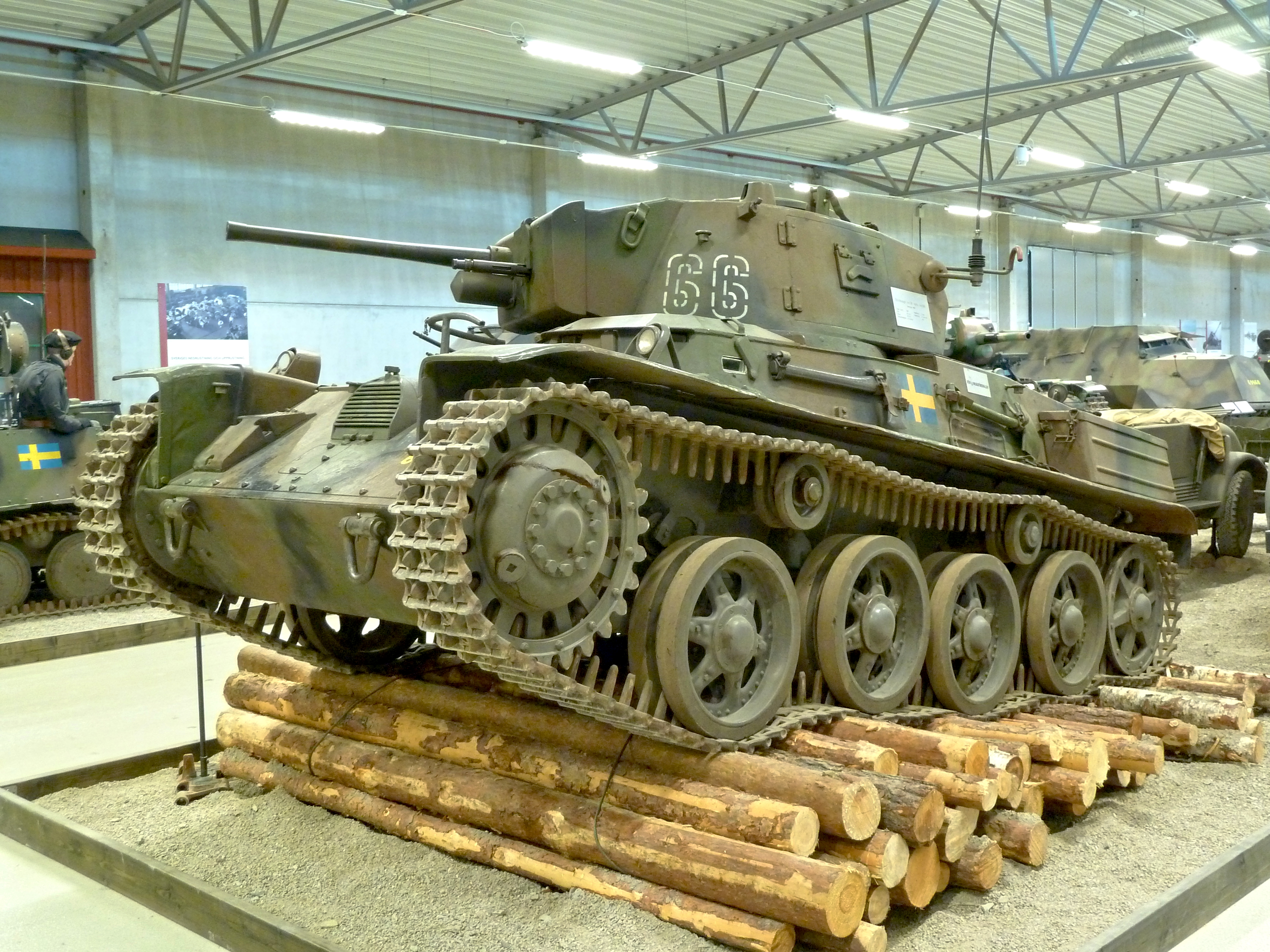
Лёгкий танк Strv m/38

В качестве пушечных танков, Шведская армия всё же предпочла продукцию «Ландсверк», которой 10 сентября 1937 года был выдан заказ на 2 млн крон на поставку 16 танков L-60-S, в том числе достройку одного на закупленном ранее шасси, получивших армейское обозначение Strv m/38. По одним данным, m/38 поступили на вооружение параллельно с m/37, в 1939 году, по другим же — первые m/38 были переданы армии уже в 1938, а последние — в августе 1939 года. Конструктивно m/38 были подобны экспортным образцам L-60, отличаясь оснащением 37-мм противотанковой пушкой m/38 с 8-мм пулемётом m/36, и двигателем фирмы «Скания-Вабис» мощностью 142 л.с.
Начало Второй мировой войны и дальнейшее обострение международной установки, несмотря на нейтралитет Швеции, требовали поддержания боеспособности войск в связи с возросшей опасностью вовлечения страны в конфликт, и в октябре 1939 года Начальник Армии направил Густаву V персональный запрос о выделении 18 млн крон на закупку ещё 104 танков для доведения бронетанковых сил до двух полновесных батальонов. Однако министр обороны направил в Риксдаг запрос лишь о 4 млн крон на закупку 20 танков для усиления существующего батальона, утверждённый 28 ноября. Ещё перед этим армия начала переговоры с «Ландсверк» о дальнейших поставках m/38, требуя также усиления их бронирования в свете мировых тенденций, однако компания возражала против последнего, считая, что шасси L-60 не способно выдержать такую нагрузку.

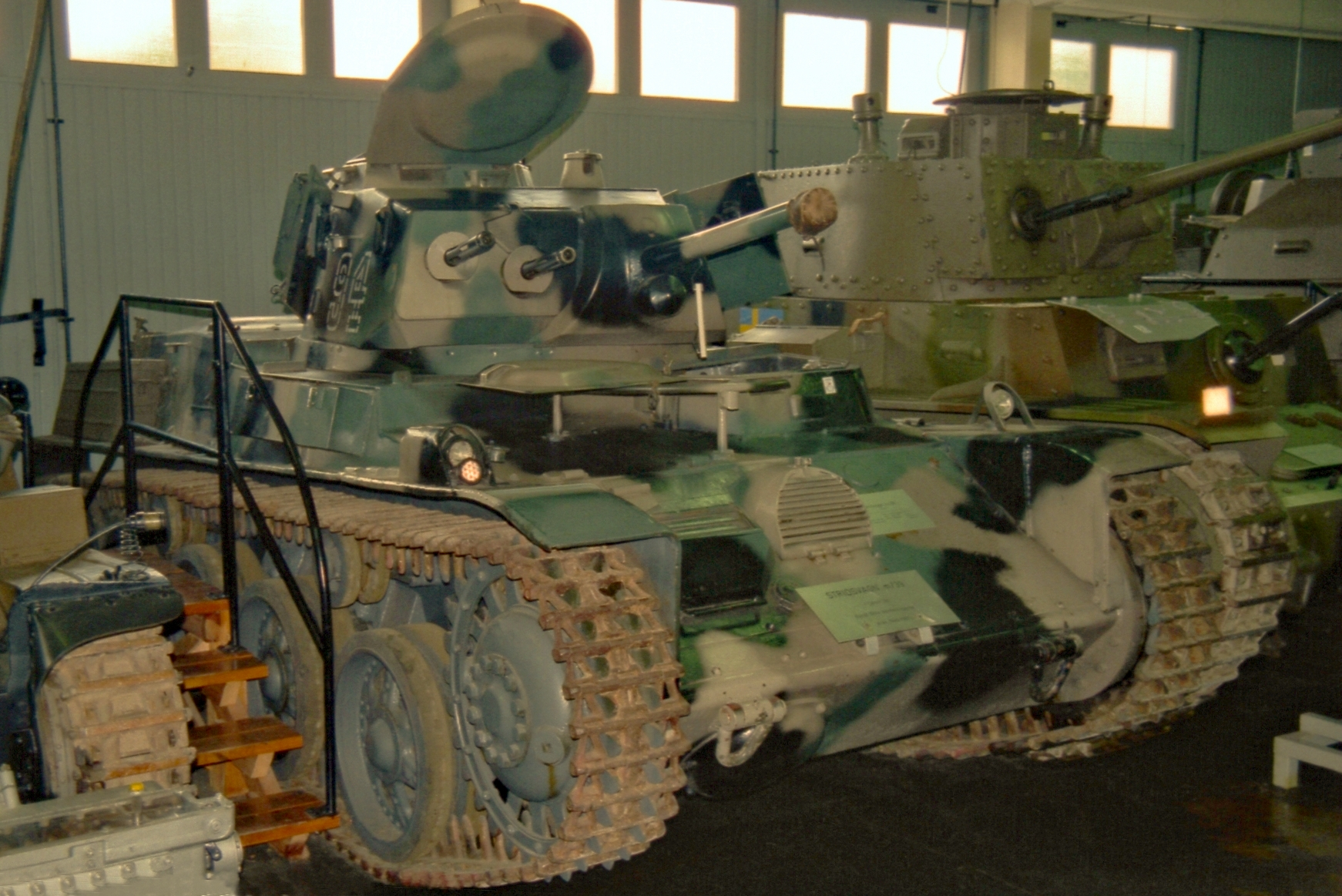
Лёгкий танк Strv m/39

19 декабря 1939 года «Ландсверк» получила заказ на 20 L-60 второй серии, получивших обозначение L-60-S/II и отличавшихся от базовой модели незначительно — изменённой конфигурацией лобовой части башни, с установкой двух спаренных пулемётов с правой стороны от орудия в отдельной бронемаске, вместо одного в общей; кроме того, рулевое колесо было заменено парными рычагами. Танки, получившие обозначение Strv m/39, были переданы армии в срок, в октябре 1940 года, однако задержки с производством орудий фирмой «Бофорс» затянули их реальную готовность до 1941 года.
К 1940 году Шведская армия уже осознавала устаревание недостаточно бронированного и оборудованного двухместной башней L-60, но задержка с поиском замены для него заставила военных в ноябре 1940 года вновь обратиться к «Ландсверк» с заказом на 100 модернизированных танков, получивших обозначение Strv m/40. На этот раз в конструкцию танка были внесены два важных изменения. Поскольку к тому времени военные осознали всю остроту ситуации с бронезащитой L-60, танк был снабжён креплениями для комплекта экранной бронировки толщиной 20, 30 и 35 мм; применение этой навесной брони, для сбережения ресурса танков, допускалось лишь в реальных боевых условиях, но часть дополнительной бронировки приваривалась на постоянной основе. Параллельно, в мае 1941 года армия приняла решение об оборудовании подобным комплектом, однако полностью съёмным, и m/39 — но не m/38.

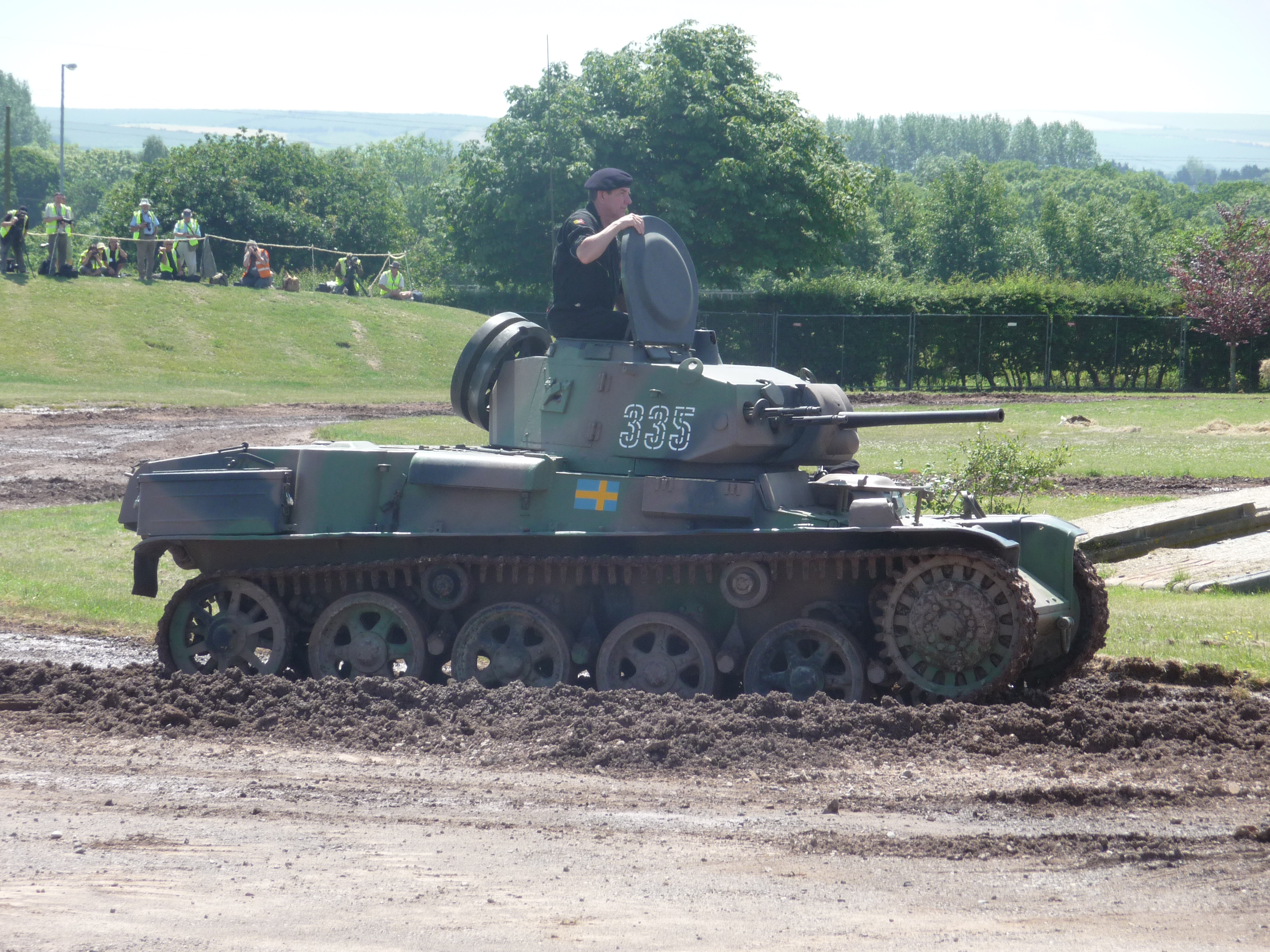
Лёгкий танк Strv m/40

Причиной для второго, не менее важного, изменения послужила невозможность дальнейших поставок применявшейся в L-60 механической трансмиссии германской фирмой Z.F. Friedrichshafen. Её место заняла гидромеханическая типа Lysholm-Smith фирмы Atlas-Diesel, сделавшая L-60 первым в мире серийным танком, оснащённым автоматической трансмиссией. Изначально планировалось, что заказанные машины будут поставлены с апреля по ноябрь 1941 года, но в действительности задержки с поставкой как орудий, так и трансмиссий, вновь затянули сдачу танков, последний из которых был передан армии 9 марта 1942 года.
Несмотря на применённые в его конструкции прогрессивные решения, критическим недостатком L-60, по своим тактико-техническим характеристикам являвшегося типичным для середины 1930-х годов лёгким танком массой около 10 тонн, стала 37-мм пушка, к 1942 году по мировым меркам уже считавшаяся устаревшей. Малые размеры шасси танка же не позволяли установить на него более просторную башню для размещения более эффективного вооружения и/или трёх человек для лучшего распределения функций экипажа.

##### Strv m/41
Параллельно с заказом L-60, в 1939 году Шведская армия вновь обратилась к ČKD за лёгкими танками: к тому времени основным лимитирующим фактором танковой программы стал уже не вопрос финансирования, но ограниченные производственные мощности «Ландсверк», не способной поставить в требуемые сроки необходимое количество танков. Вдобавок, военных уже не удовлетворяли боевые возможности отечественного L-60, чехословацкая фирма же могла предложить под шведские требования танки TNH, модифицированные в соответствии со стандартами шведской армии. ČKD к тому времени уже получила разрешение от Министерства обороны на продажу Швеции трети от своего заказа на танки этого типа, и 14 марта предложила Швеции покупку 50 танков TNH-Sv, по 750 000 чехословацких крон за штуку, с поставкой в течение девяти месяцев. Однако в тот же день Чехословакия прекратила своё существование, и уже на следующий день вся партия была конфискована германской администрацией. Тем не менее, третий рейх, зависевший от шведских поставок стратегических материалов, не стал препятствовать дальнейшим переговорам.

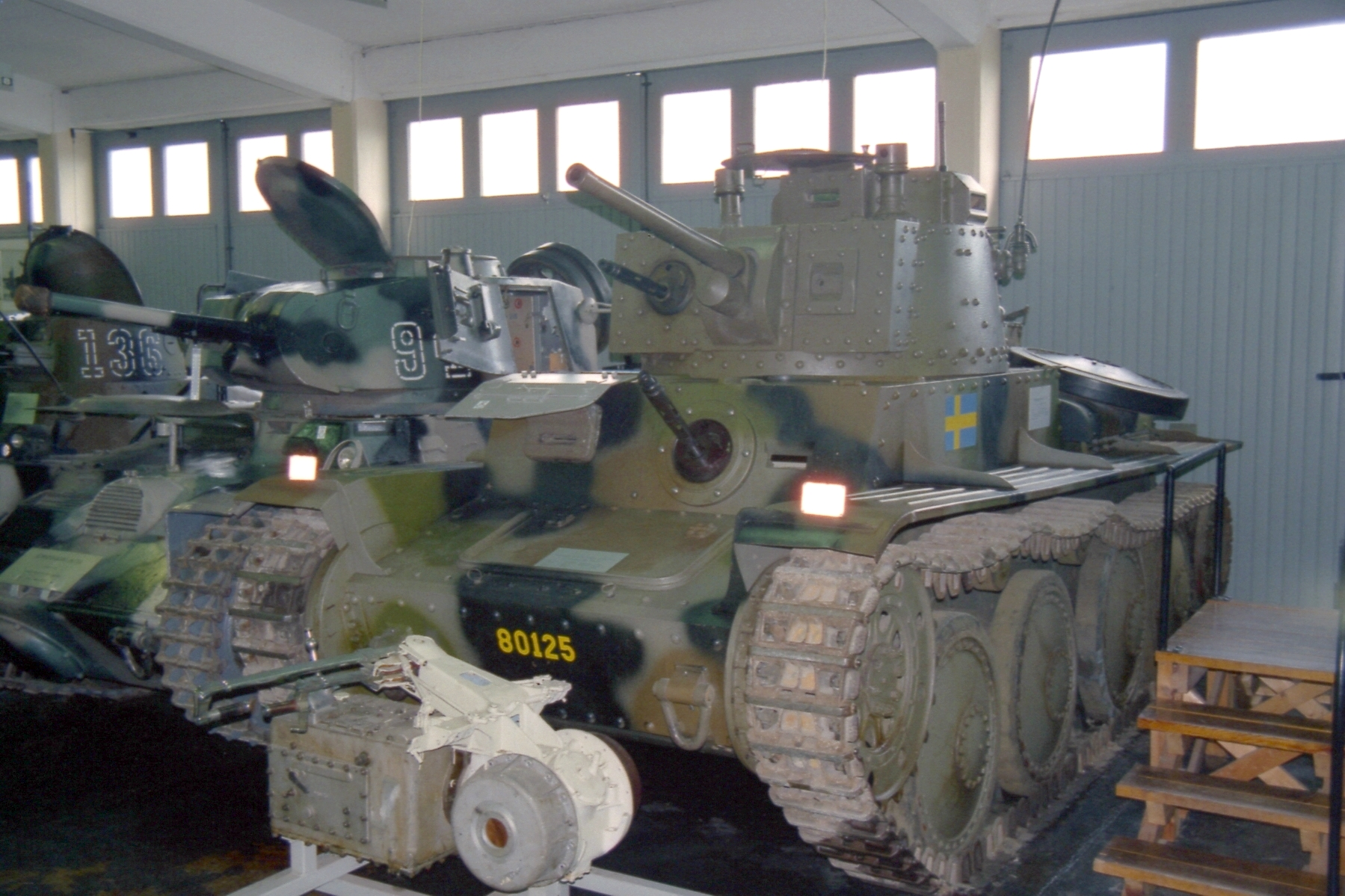
Лёгкий танк Strv m/41

После дальнейшей переписки между ČKD и фирмой Ackumulator AB Jungner, вновь действовавшей как посредник, 12 декабря в бывшую Чехословакию прибыла шведская комиссия, которая после демонстрации ей прототипа модернизированного танка, TNHSP, начала вести переговоры о поставке 90 машин этого типа в кратчайшие сроки. Споры о цене затянули переговоры, но 21 марта 1940 года с ČKD был заключён договор на закупку 90 готовых танков без вооружения, с поставкой первых 15 машин в июне того же года, по 20 машин — в июле—сентябре и оставшихся 15 — в октябре. Стоимость контракта составила 10 952 190 шведских крон, помимо этого, Швеция обязывалась поставить для третьего рейха стратегические материалы, в частности, никель, резину и шариковые подшипники фирмы SKF. В июне было начато производство первой партии, однако 18 июля ОКХ вновь конфисковало всю партию. Дальнейшие переговоры с германским командованием о заказе новой партии не имели успеха и шведская сторона была вынуждена пытаться купить хотя бы лицензию на производство TNH. 29 октября 1940 года шведская комиссия вернулась в бывшую Чехословакию и 23 ноября был заключён контракт о передаче Швеции лицензии за 810 000 рейхсмарок, с доставкой одного прототипа из неброневой стали за ещё 70 800 рейхсмарок.
В конструкцию шведского варианта, принятого на вооружение под обозначением Strv m/41, лёг усовершенствованный вариант танка TNHP-S; хотя германская администрация пыталась сохранить усовершенствованный проект в секрете, B.M.M. (ČKD) переслала необходимую документацию в Швецию курьером в частично зашифрованном виде. Для выпуска m/41 был выбран автопроизводитель «Скания-Вабис», которому с января по июнь 1941 года были доставлены чертежи, а 28 мая — прототип танка. Осенью 1941 года «Скания-Вабис» был выдан заказ на 116 танков, со сдачей в течение 1942 года, однако начало производства задерживалось, в том числе различиями между прототипом и чертежами, и первые танки были переданы армии только в феврале 1943, а последние — в 1944 году. Конструктивно m/41 были в основном подобны чехословацкому прототипу, представляя собой лёгкие танки классической компоновки с передним расположением трансмиссии и экипажем из четырёх человек и двухместной башней, защищавшиеся 25-мм лобовой и 15-мм бортовой бронёй. Шведский вариант, однако, оснащался двигателем производства Scania-Vabis мощностью 142 л.с. и стандартным шведским вооружением из 37-мм пушки m/38 и 8-мм спаренного и курсового пулемётов. Кроме того, m/41 имел более высокую и длинную башню с увеличенной кормовой нишей и ряд других малых изменений, в частности, в приборах наблюдения.

#### Бронеавтомобили
Бронеавтомобили серии L-185/181/180 в целом соответствовали мировому уровню на момент своего появления, но во второй половине 1930-х годов общим направлением в разработке бронеавтомобилей стал переход к внедорожному полноприводному шасси. Разработку бронеавтомобиля нового поколения на экспорт, по ТТТ Датской армии, «Ландсверк» начала в 1937 году, а к следующему году уже был завершён прототип машины, получившей название «Линкс».

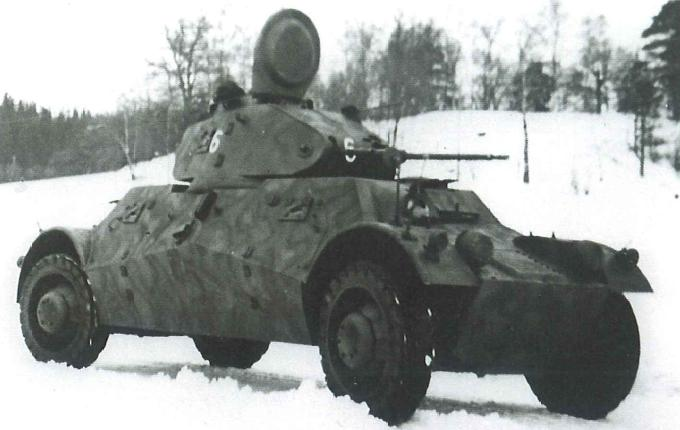
Бронеавтомобиль Pbil m/39

Новая машина стала значительным шагом вперёд по сравнению с предшественниками, и для своего времени её конструкция являлась передовой. Броневые листы сварного несущего многогранного корпуса «Линкса», толщина которых достигала 13 мм в лобовой части, располагались под значительными углами наклона. Двухосное полноприводное шасси бронеавтомобиля с четырьмя управляемыми колёсами большого диаметра с пулестойкими шинами и средним расположением двигателя, хотя и имело недостаточный клиренс для столь длинной базы, обладало определёнными вездеходными возможностями и повышенной манёвренностью за счёт наличия двух постов управления в почти симметричном по продольной оси корпусе. Вооружение «Линкса» не изменилось по сравнению с предшественниками: спаренная установка 20-мм автоматической пушки «Мадсен» и 8-мм пулемёта в башне и по пулемёту в лобовом и кормовом листах корпуса. Экипаж бронеавтомобиля насчитывал шесть человек: наводчика и командира в башне и водителя со стрелком в каждом из постов управления.
Первым покупателем «Линксов» стала Дания, которой в апреле 1938 года были поставлены три бронеавтомобиля. За этим в 1939 году последовал заказ на 9 машин, а в следующем году — ещё на 6, однако их доставке покупателю помешала оккупация Дании германскими войсками в апреле 1940 года. 15 изготовленных машин были конфискованы Шведской армией, принявшей их на вооружение под обозначением Pbil m/39 с перевооружением стандартной шведской 20-мм пушкой m/40, и в том же году заказавшей ещё 30 бронеавтомобилей. Для выполнения такого заказа, «Ландсверк», ранее изготавливавшая бронеавтомобили практически поштучно, была вынуждена привлечь фирму «Вольво», бронеавтомобили которой, оснащавшиеся производившимися самой «Вольво» двигателями, получили обозначение m/40. Первые бронеавтомобили были переданы армии осенью 1940 года, а последние — в июне 1941 года, причём «Вольво» выполнила свой заказ раньше «Ландсверк».
Наряду с «Линксом», в 1937 и 1941—1942 годах дислоцированными на Готланде частями были изготовлены два импровизированных бронеавтомобиля на шасси грузовых автомобилей, забронированные с применением хранившихся на складах пехотных бронещитов времён Первой мировой войны. Вооружение машин, принятых на вооружение под обозначениями Försökskp m/37 и m/37-42, составляли два 8-мм пулемёта, а позднее по крайней мере один из них был перевооружён 20-мм пушкой m/40.

#### Самоходные артиллерийские установки

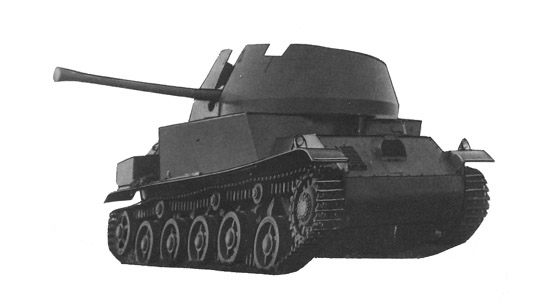
ЗСУ L-62 «Анти»

Танками и бронеавтомобилями разработки «Ландсверк» не ограничивались, компания также стала одним из пионеров в области зенитных самоходных установок (ЗСУ). Согласно некоторым источникам, фирма ещё в 1936 году изготовила прототип ЗСУ на шасси малого танка L-120, вооружённый 20-мм зенитной пушкой, покупателей на который не нашлось. Больший успех имела ЗСУ L-62 «Анти» на базе лёгкого танка L-60, разработанная параллельно с ним. Шасси L-62 по сравнению с L-60 было удлинено на один каток и снабжено расширенной надстройкой над боевым отделением, на которой устанавливалась открытая сверху башня с вооружением ЗСУ — 40-мм автоматической пушкой «Бофорс» с магазинным питанием, имевшей досягаемость по высоте в 2500 метров и по дальности — в 4650 метров.
ЗСУ привлекла внимание Венгрии, ранее закупившей сам L-60 и готовившейся принять его на вооружение, и в ноябре 1937 года Венгерская армия приобрела для испытаний один прототип L-62, доставленный в Венгрию без вооружения в декабре следующего года. После некоторых доработок, в частности, увеличения башни для размещения дополнительного члена экипажа и установки телескопического прицела для стрельбы по наземным целям — установку предполагалось использовать также в качестве противотанковой — Венгрия приняла L-62 на вооружение под обозначением 40.M «Нимрод» и приобрела лицензию на её производство. Всего в 1941—1944 годах в Венгрии было выпущено 135 экземпляров САУ, вначале применявшихся в основном в роли противотанкового оружия, но затем, когда их малоэффективность в этом стала очевидна — ставшими стандартным средством мобильной ПВО венгерских войск.
6 экземпляров модернизированного варианта ЗСУ, известного как L-62 «Анти II», в 1941 году закупила и в 1942 году получила Финляндия. Шасси САУ было основано на танке L-60-S/III (m/40L), но в остальном «Анти II» была аналогична предшественнице. Шведская армия также проявила интерес к ЗСУ «Ландсверк», но в рассматриваемый период работы в этом направлении не продвинулись дальше изучения различных комбинаций шасси и зенитных орудий.

### Поздний период (1942—1945)

#### Танки
Толчком к дальнейшей эволюции шведских бронетанковых войск послужило изучение опыта германских танковых войск в Польской и Французской кампаниях 1939—1940 годов заставившее Шведскую армию произвести переоценку своих взглядов на этот род войск. Проведённое в 1941 году исследование подчеркнуло, что манёвренные операции, подобные проводившимся германскими войсками, являются одной из основ современной войны и осуществимы даже в сравнительно неблагоприятных шведских условиях. Результатом этого исследования стала программа развития вооружённых сил 1942 года, предусматривавшая формирование трёх танковых бригад с двумя танковыми батальонами в каждой, для вооружения которых в общей сложности требовалось 315 лёгких и 228 тяжёлых танков, что требовало не только количественного, но и качественного развития танкового парка.

##### Strv m/40K и m/41 S/II

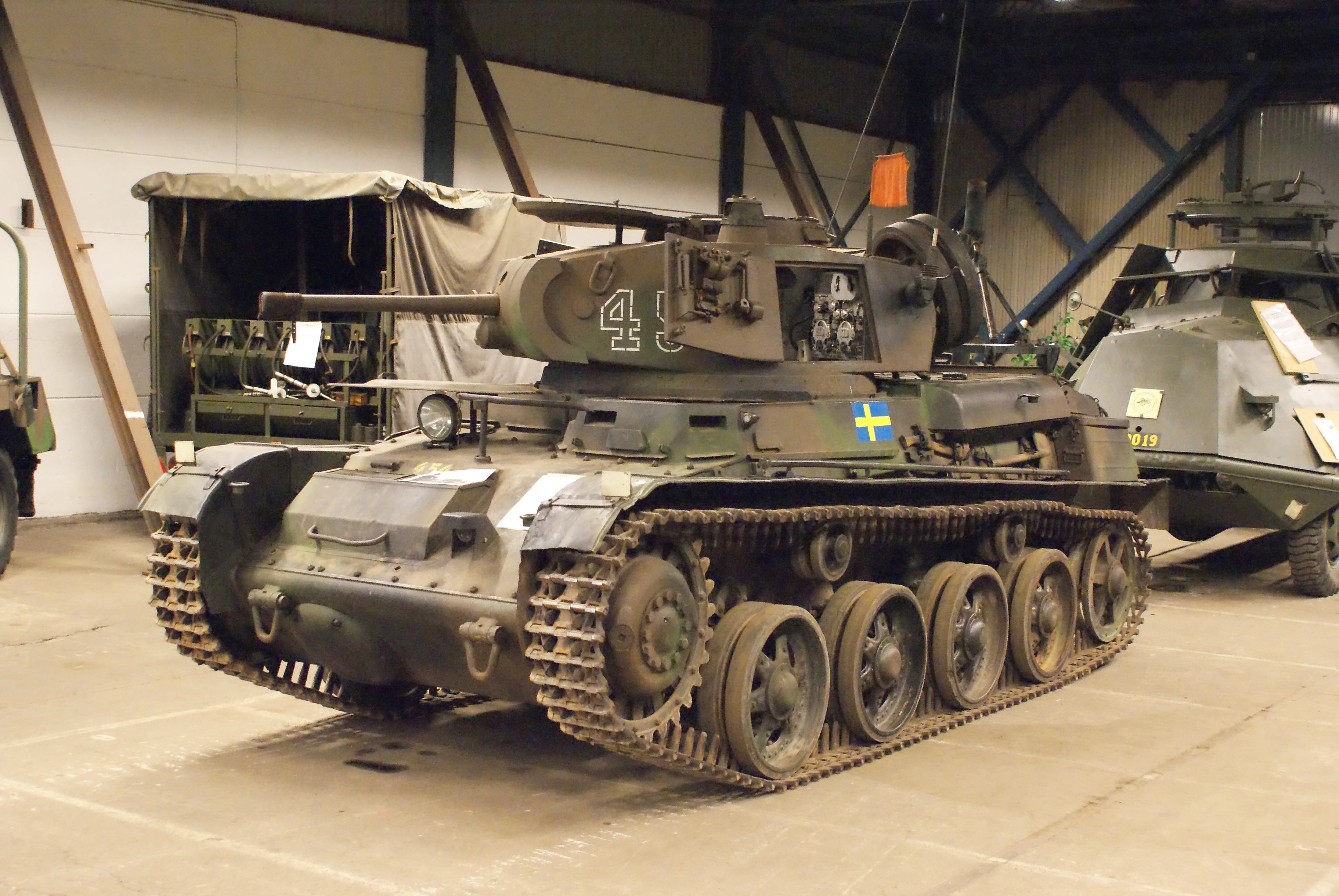
Лёгкий танк Strv m/40K

При планировании заказа необходимых для программы 1942 года лёгких танков, Шведская армия отдавала предпочтение m/41 перед m/40, несмотря на некоторые архаичные детали конструкции чехословацкого танка, такие как клёпаное соединение деталей корпуса и башни на каркасе. Однако «Скания-Вабис» была не в состоянии в одиночку поставить требуемое число танков, в результате чего заказ было решено распределить между «Скания-Вабис» и «Ландсверк», закупив как m/40, так и m/41. В связи с загруженностью собственных производственных мощностей, для исполнения выданного ей заказа на производство, по одним данным, 80, по другим — 84 L-60 «Ландсверк» была вынуждена привлечь машиностроительную фирму KMW. Четвёртой партии танка было присвоено обозначение L-60-S/V по номенклатуре фирмы и армейское наименование m/40K, по фирме-производителю; аналогично, m/40 третьей серии при этом получили обозначение m/40L.

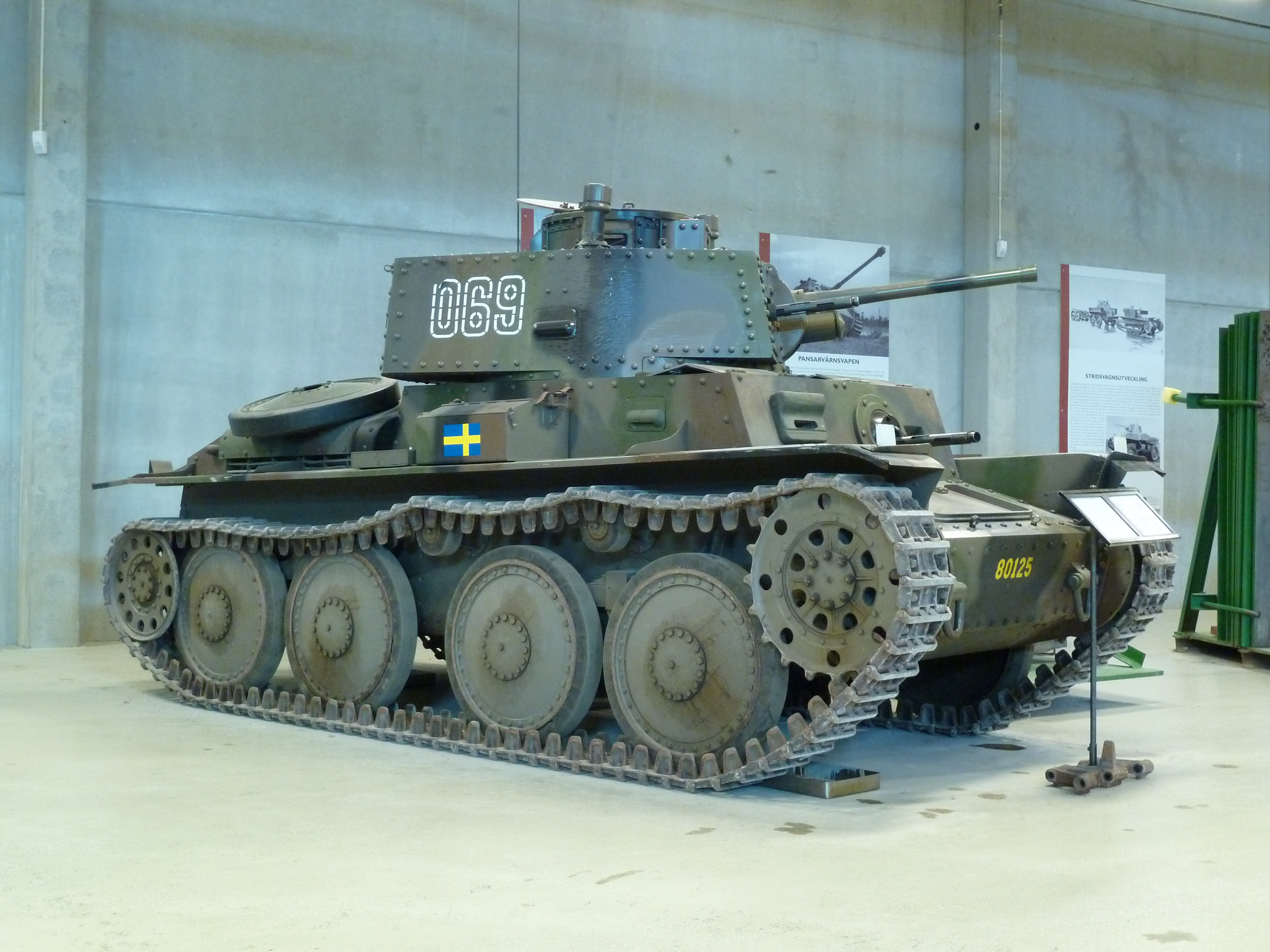
Лёгкий танк m/41 S/II

По сравнению с предшественниками, m/40K получили усиленную подвеску и новые двигатели мощностью 160 л.с, что позволило довести толщину их базового лобового бронирования до 30—50 мм, а бортового — до 18—20 мм вместо 13 мм. Согласно некоторым источникам, также к тому времени удалось, несмотря на военное положение, получить из Германии механические трансмиссии, аналогичные применявшимся на m/39, которыми и были оснащены новые танки. По одним данным, все m/40K были переданы армии в 1944 году, по другим же, поставки должны были быть осуществлены с ноября 1943 по июль 1944 года, но различные задержки вновь затянули производство и последние машины были сданы лишь в сентябре 1944 года.
Бо́льшая же часть заказа, на 122 машины, была выдана «Скания-Вабис»; как танки, однако, были завершены только 104 из них, тогда как 18 шасси были использованы для производства штурмовых орудий Sav m/43. Основным изменением m/41 второй серии (m/41 S/II), как и в m/40, явилось усиленное бронирование: до 50 мм лобовой и до 25 мм — в кормовой части корпуса и башни; была также упрощена конструкция и увеличен забронированный объём последней. Увеличение массы танка в результате этих изменений компенсировалось установкой аналогичного m/40 двигателя мощностью 160 л.с, которая потребовала удлинения корпуса на 65 мм; ёмкость топливных баков при этом была увеличена со 190 до 230 литров. Была рассмотрена также возможность перехода на более эффективную несущую сварную конструкцию корпуса и башни, но было решено, что перестройка производства отнимет слишком много времени. Относительно сроков выполнения заказа также существуют противоречия: по одним данным, все машины были переданы армии в 1944 году, по другим — с октября 1943 по март 1944 года.

##### Strv m/42

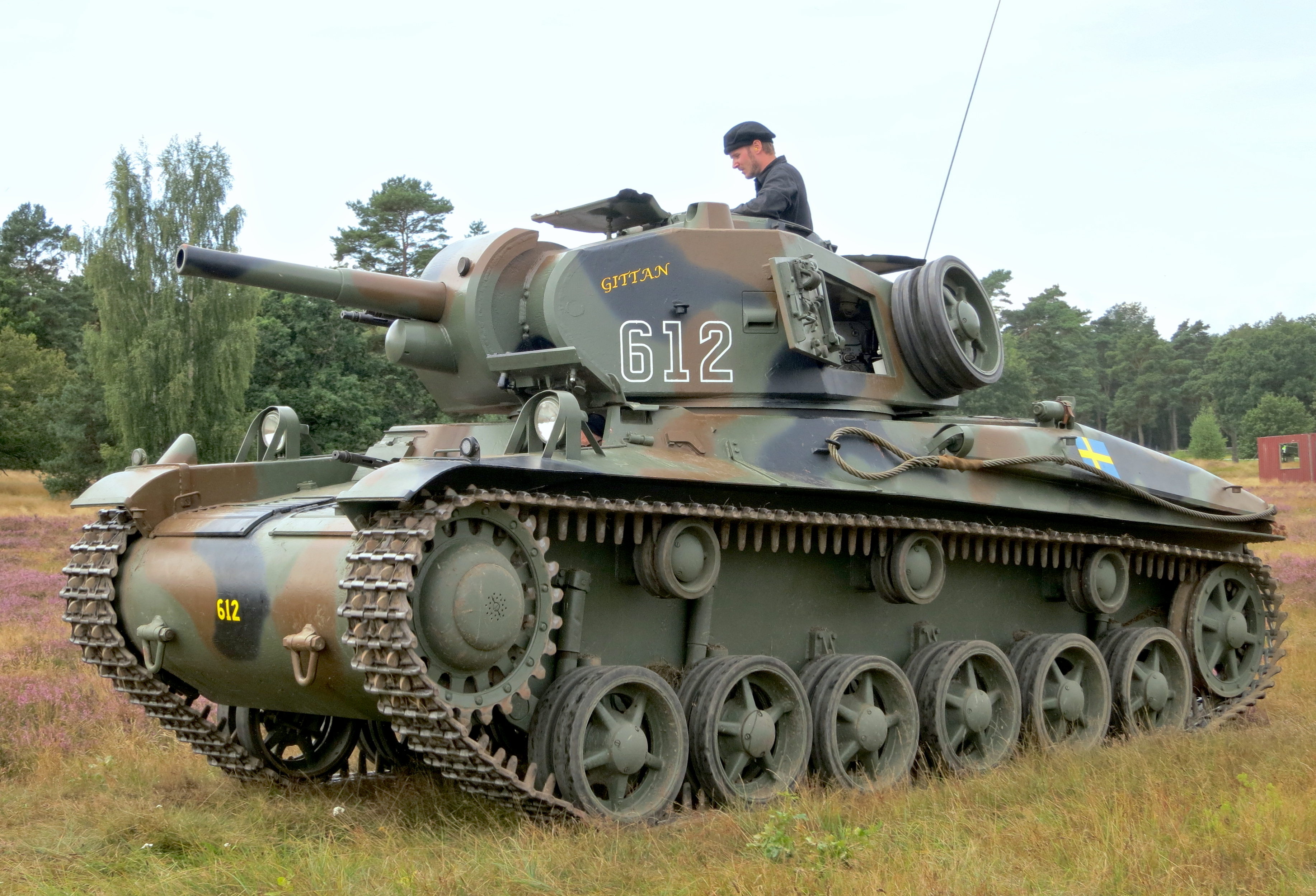
Средний танк Strv m/42

К середине 1941 года Шведская армия начала осознавать устаревание как m/40, так и m/41 — несмотря на попытки модернизации, 10-тонные танки, с их 37-мм пушками и двухместными башнями, уже не соответствовали растущим требованиям современной войны — и Танковый комитет рекомендовал принятие на вооружение 20-тонного танка с 60-мм лобовым бронированием, оснащённого 75-мм пушкой, при этом высказавшись против закупки зарубежных образцов. Разработкой более тяжёлой машины, по некоторым данным данным, вначале представлявшей собой увеличенный вариант L-30, «Ландсверк» занималась ещё с середины 1930-х годов, по заказу Венгерской армии или по крайней мере с прицелом на продажу Венгрии: так, в рекламной брошюре 1936 года фирма предлагала покупателям танк «Лаго» — являвшуюся развитием L-60 боевую машину массой около 15 тонн с экипажем из пяти человек, вооружённую 47-мм пушкой и тремя пулемётами. Корпус танка выполнялся полностью сварным, а силовая установка — спаренные двигатели мощностью по 140 л.с. — должны были обеспечивать машине максимальную скорость в 45 км/ч.
Несмотря на рекомендацию Танкового комитета, Шведская армия направила закупочные комиссии в Германию и бывшую Чехословакию, не принесшие, однако, результатов. Однако «Ландсверк», в соответствии с новыми требованиями армии, в течение 1941—1942 годов разработала увеличенный вариант своего экспортного проекта. При этом в соответствии с требованиями транспортного законодательства ширину танка пришлось ограничить до 2,35 метра, что снизило поворотливость. Кроме того, высказывались опасения, что ствол предполагавшейся к установке на танк 57-мм пушки с высокой начальной скоростью снаряда, выступавший за пределы корпуса, затруднит маневрирование или может уткнуться в грунт при преодолении преград, вследствие чего, а также большего могущества 75-мм осколочно-фугасного снаряда, для вооружения танка была избрана короткоствольная 75-мм пушка. В ноябре 1941 года фирме был выдан предварительный заказ на 100 танков «Лаго», принятых на вооружение под обозначением Strv m/42, в январе 1942 года подтверждённый и увеличенный до 160 машин. Вследствие полной загруженности производственных мощностей «Ландсверк», компания вновь была вынуждена привлечь «Вольво», которой было передано по лицензии изготовление дополнительных 60 танков. В июне того же года «Ландсверк» был выдан предварительный заказ ещё на 80 танков, подтверждённый в начале 1943 года, в то время как «Вольво» получила заказ на 42 машины. Согласно одним источникам, все 282 m/42 были переданы армии в 1944 году, по другим же, начавшееся в 1943 году производство растянулось до 1945 года.

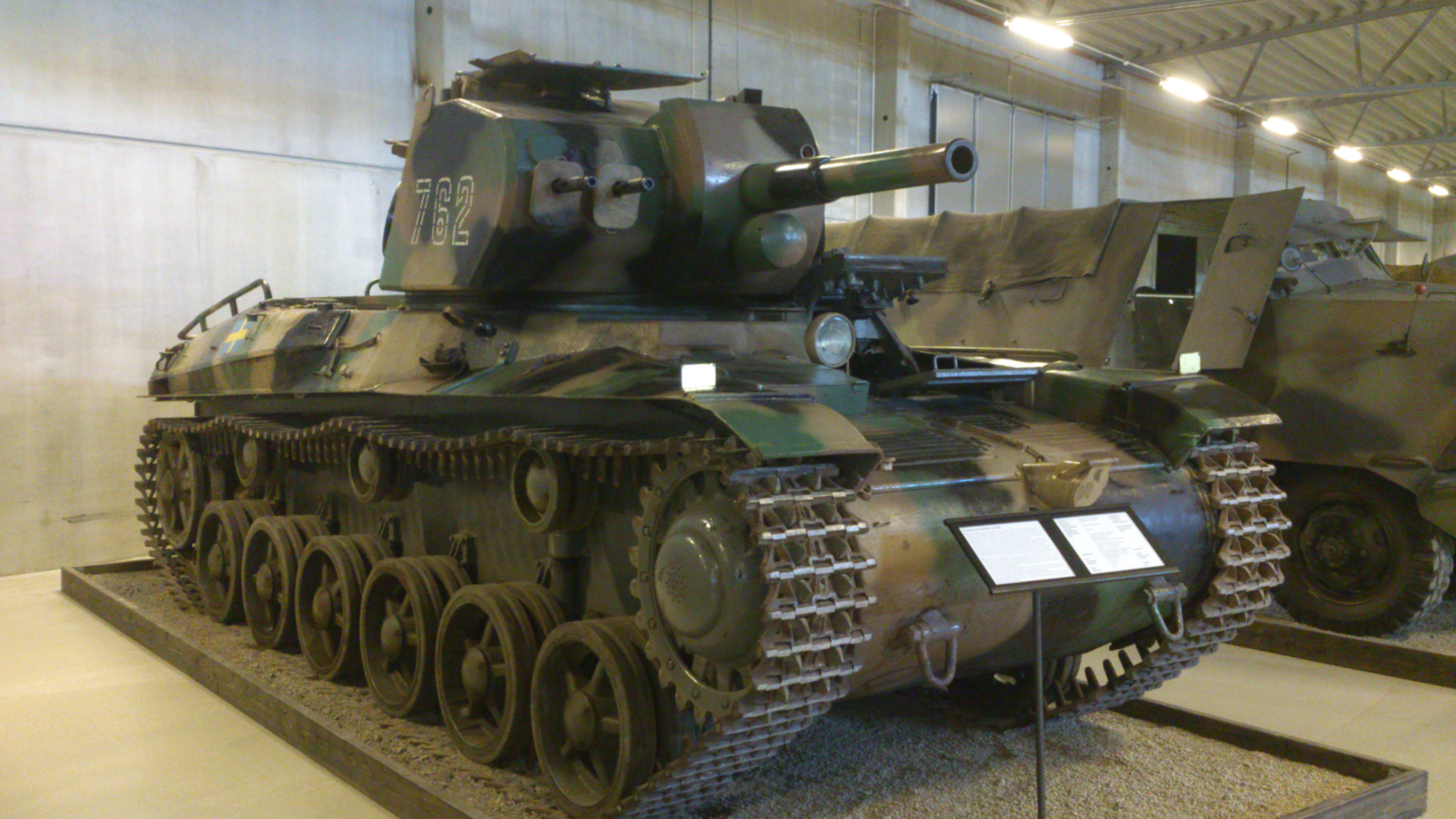
Strv m/42 в автобронетанковом музее «Арсенален» в Стренгнесе

Все m/42 имели массу в 22,5 тонны, экипаж из четырёх человек и вооружались спаренной установкой 75-мм пушки m/41 и двух 8-мм пулемётов в трёхместной башне; третий пулемёт располагался в курсовой установке. Сварные броневой корпус и башня обтекаемой формы собирались с применением литых деталей в лобовой части корпуса, бронирование танка достигало 55, а по некоторым данным — даже 80 мм в лобовой части. Моторно-трансмиссионная группа танков же выпускалась в нескольких различных вариантах, получавших соответствующее двухбуквенное обозначение. Танки ранних выпусков оснащались спаренной двигательной установкой, как и в проекте «Лаго», однако более мощной — фирмы «Скания-Вабис», общей мощностью 325 л.с. (индекс T) — с механической трансмиссией с электромеханическим управлением фирмы Z.F. Friedrichshafen, изначально разработанной для рельсовых автобусов (индекс M). Впоследствии танки начали выпускаться с автоматической трансмиссией у каждого из двигателей (индекс H), а позднее — с одним двигателем фирмы «Вольво» (индекс E), мощностью, по разным данным, 380 или 410 л.с и новой единой автоматической трансмиссией. Несмотря на эти различия, паспортная максимальная скорость всех m/42 была одинаковой — 42 км/ч. В общей сложности, «Ландсверк» было выпущено 100 TM, 70 TH и 10 EH, тогда как «Вольво» поставила армии 55 TH и 47 EH. 26 из танков были выпущены в командирском варианте и оснащались дополнительной радиостанцией с 70-ваттным передатчиком, размещавшейся на месте курсового пулемёта, чей ствол заменялся макетом.
С 1944—1945 годов 282 m/42 составили основную силу шведских бронетанковых сил, став значительным шагом вперёд по сравнению с предшественниками как в плане вооружения, так и в части распределения функций экипажа. Тем не менее, уже к 1944 году шведский танк по мировым стандартам находился на нижней границе класса средних танков, а его короткоствольная 75-мм пушка со сравнительно малой начальной скоростью бронебойного снаряда обладала низкой эффективностью в борьбе с современной ему бронетехникой. Вдобавок, в ранние годы танк страдал серьёзными проблемами с надёжностью, прежде всего перегруженных механизма поворота и электромеханической трансмиссии; проблемы также доставляли недоработанные двигатели «Вольво» и повышенный износ ходовой части.

#### Самоходные артиллерийские установки

##### Sav m/43

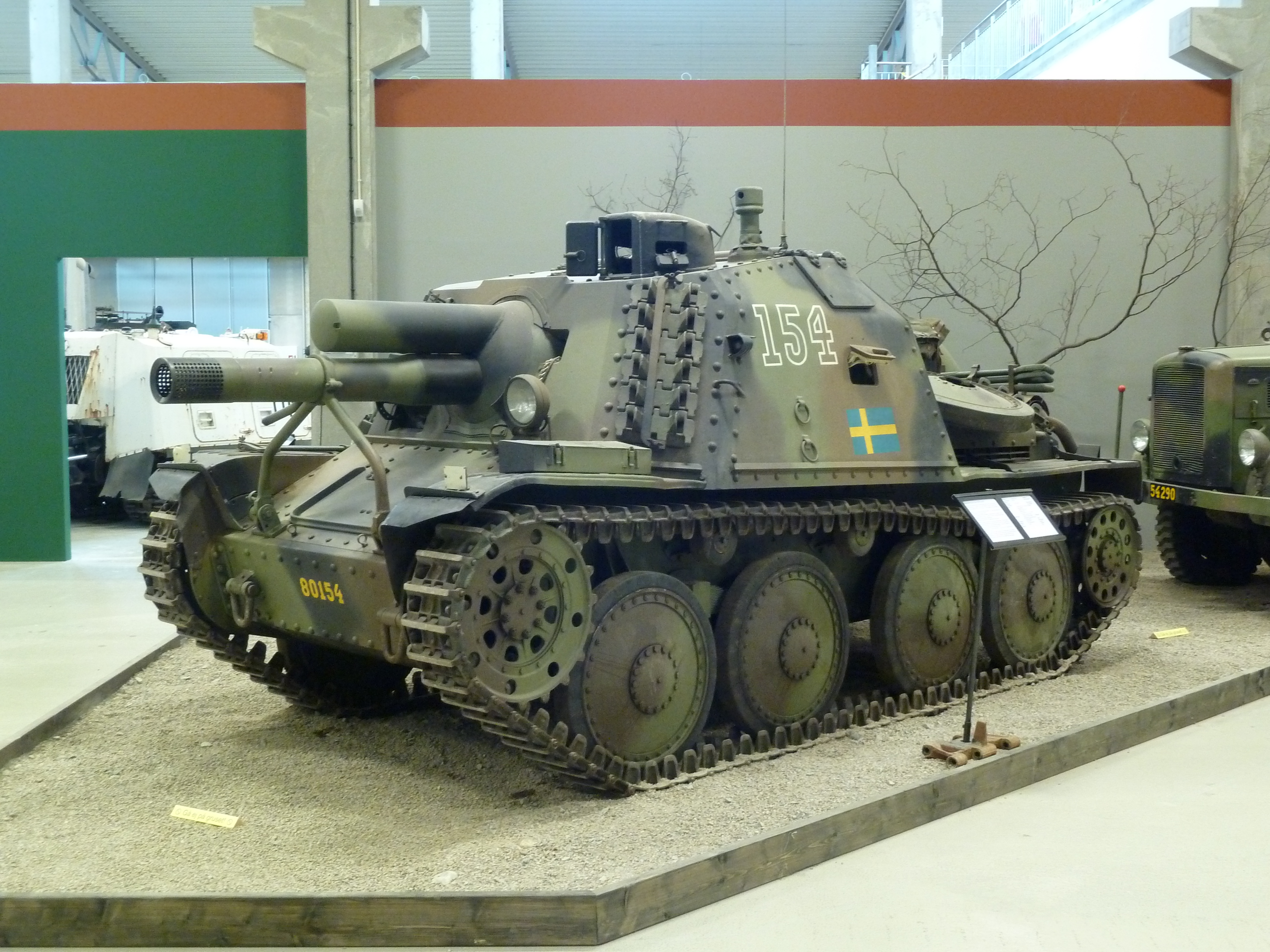
Штурмовое орудие Sav m/43 со 105-мм гаубицей

В области самоходных артиллерийских установок (САУ), внимание шведских военных привлекли успехи германских штурмовых орудий в начальных кампаниях Второй мировой войны, и 27 сентября 1941 года Начальник Армии утвердил разработку машины этого класса для вооружения Шведской армии. Прототип САУ казематной компоновки на шасси танка m/38, вооружённый 75-мм пушкой m/40, в начале 1942 года прошёл испытания, показавшие перспективность выбранного направления. В ходе последовавших проработок по выбору подходящей базы, более перспективным было сочтено шасси m/41, и в марте 1943 года фирма «Скания-Вабис» получила заказ на разработку САУ, оснащённой 75-мм пушкой m/02. После успешных испытаний завершённого в августе того же года прототипа, получившего обозначение Pav m/43, были изучены различные варианты вооружения САУ, среди которых была выбрана 105-мм гаубица.
Заказ на производство САУ был выдан «Скания-Вабис» в марте 1944; в качестве временного решения было решено оснастить машины 75-мм пушками m/02 с заменой 105-мм орудиями по мере возможности. Для изготовления штурмовых орудий, принятых на вооружение под обозначением Sav m/43, были использованы 18 последних шасси m/41 второй серии. Первые САУ были переданы армии в августе 1944 года; завершение поставок планировалось на конец ноября 1944 года, однако очередные задержки затянули готовность последних машин до января 1945 года. Параллельно с выпуском САУ прототип Sav m/43 был переоборудован с перенесением моторного отделения в среднюю, а боевого — в кормовую часть машины, и в 1944—1945 годах использовался для испытания различных вооружений, включавших 75-мм противотанковую пушку и 152-мм безоткатную гаубицу.
Конструктивно Sav m/43 в основном заимствовала шасси m/41 SII, над боевым отделением которого на месте подбашенной коробки размещалась полностью закрытая рубка с 50-мм лобовым бронированием, в лобовой части которой устанавливалась 75-мм пушка m/02, с 1945 года начавшаяся заменяться 105-мм гаубицей m/44; несмотря на стеснённую установкой столь мощной артиллерийской системы рубку, возимый боекомплект при этом составлял 43 выстрела. 105-мм гаубица являлась сравнительно мощным вооружением для столь компактного, несмотря на возросшую по сравнению с базовым танком до 12 тонн массу, шасси; в то же время, 50-мм бронезащита, по меркам 1944 года не обеспечивавшая существенной защиты от современных противотанковых орудий, и отсутствие пулемёта для обороны в ближнем бою делали проблематичным применение САУ в предполагавшейся роли штурмового орудия.

##### Lvkv fm/43 и Pvkv m/43

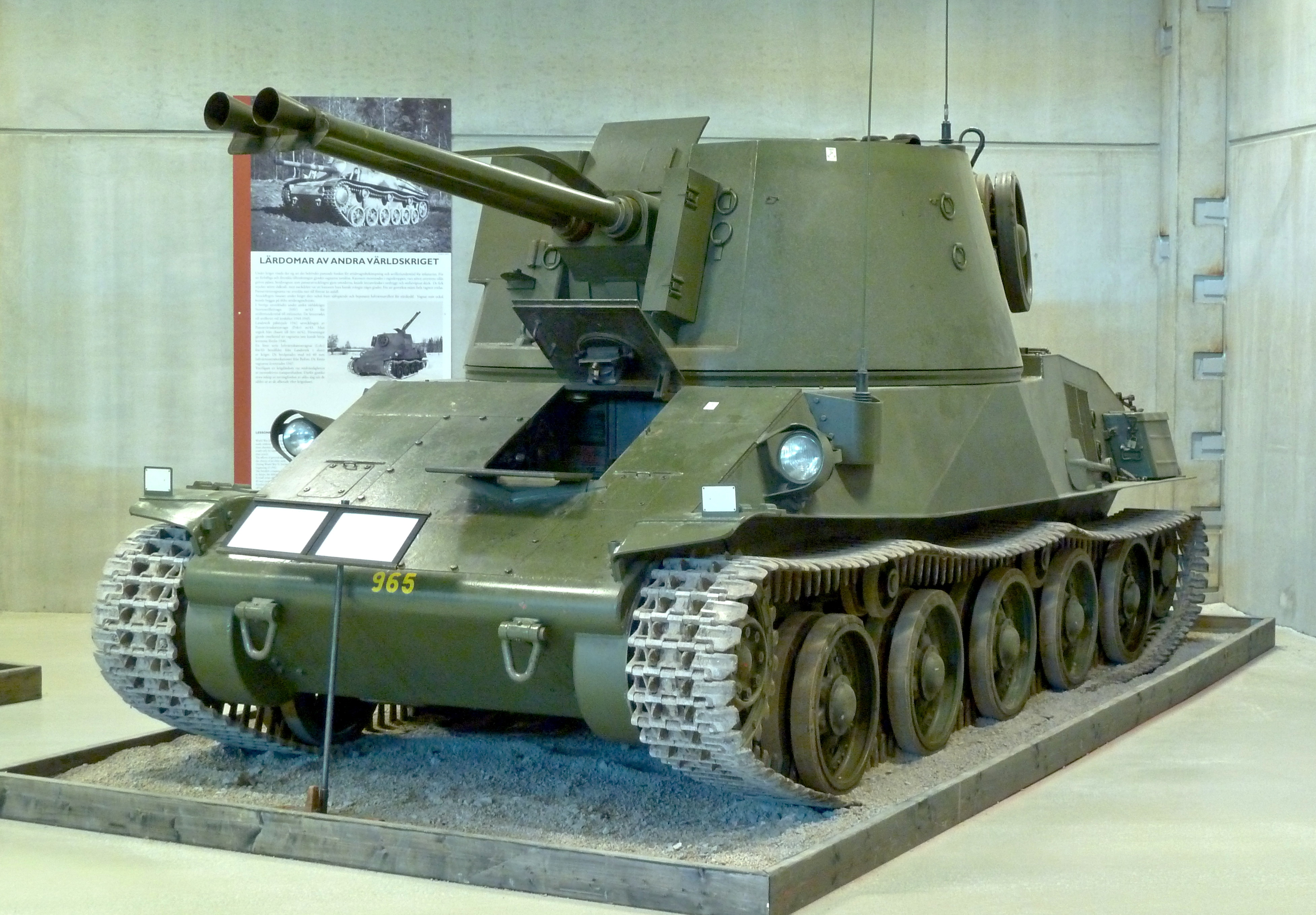
ЗСУ Lvkv fm/43

Наряду с танками, утверждённый в 1942 году штат танковых бригад включал зенитные самоходные установки (ЗСУ) для обеспечения противовоздушной обороны механизированных колонн и противотанковые САУ, предназначавшихся на роль противотанкового резерва командования бригады. Заказ на разработку и постройку прототипа ЗСУ, принятой на вооружение лишь в качестве опытной, под обозначением Lvkv fm/43, был выдан фирме «Ландсверк» в 1943 году, однако вследствие ряда обстоятельств, прототип так никогда и не был завершён. Вместо этого 23 марта 1945 года «Ландсверк» получила заказ на производство шасси для 17 серийных ЗСУ, изготовление башен для которых было поручено фирме «Бофорс». Передача первых машин армии же состоялась лишь в послевоенный период, в 1947 году. Конструктивно заказанные САУ явились дальнейшим развитием L-62 «Анти II», однако вооружалась спаренной установкой 40-мм автоматических пушек m/36.

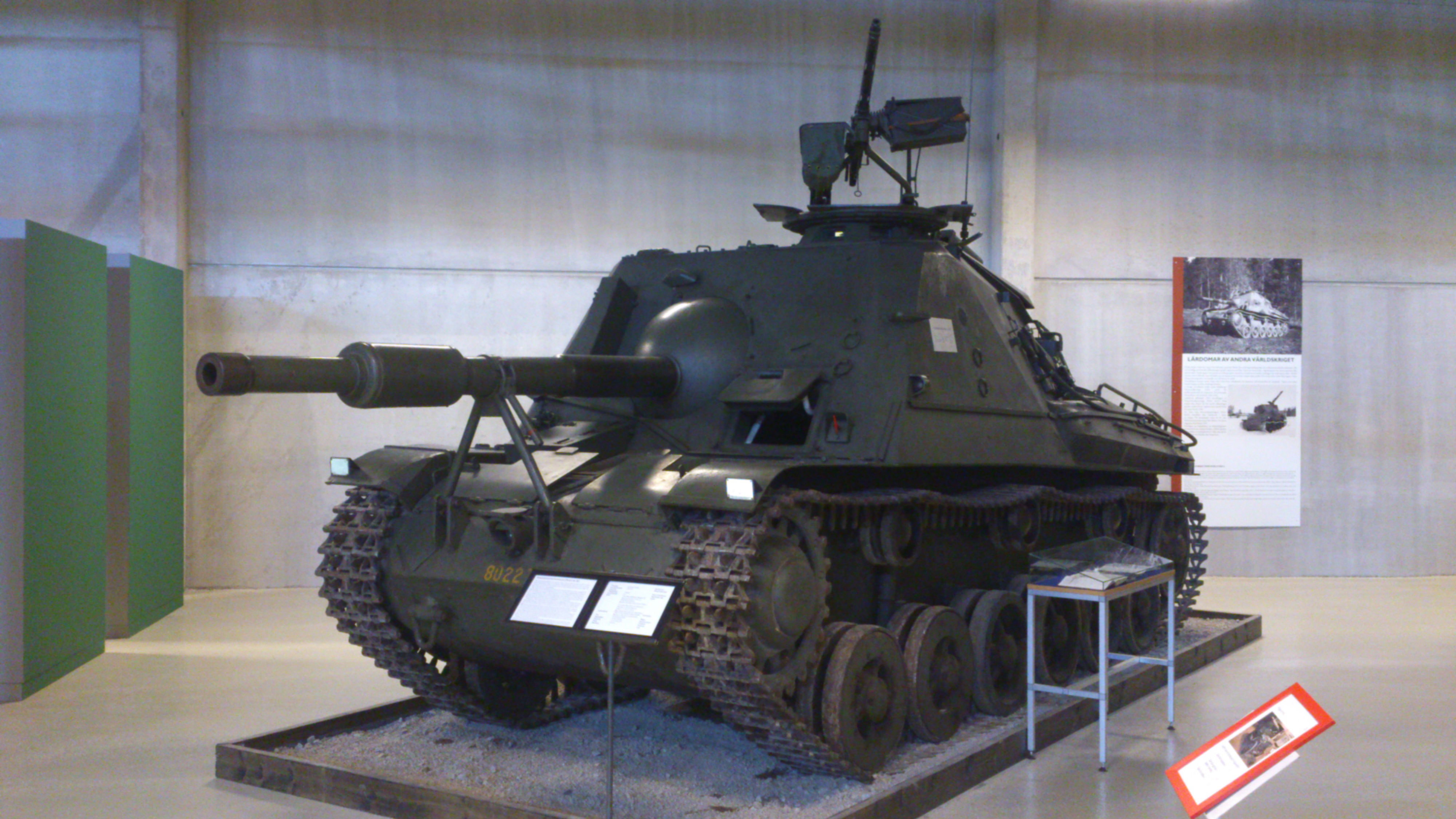
Противотанковая САУ Pvkv m/43

Схожим образом сложилась и судьба противотанковых САУ, получивших обозначение Pvkv m/43. В качестве шасси был избран средний танк m/42, однако специально для САУ было решено разработать новую механическую трансмиссию. Лобовое бронирование Pvkv m/43 достигло 80 мм, а вооружение САУ составил противотанковый вариант 75-мм зенитной пушки m/36 с длиной стола в 50,5 калибров; для размещения более мощной артиллерийской системы на месте подбашенной коробки танка была установлена открытая сверху неподвижная рубка, ограничившая углы горизонтального наведения до ±15°. В 1942 году «Ландсверк» был выдан заказ на выпуск 87 САУ, первые из которых должны были быть переданы армии в 1944 году, однако различные проблемы, прежде всего задержки с разработкой механической трансмиссии, привели к тому, что к 1944 году был завершён только прототип Pvkv m/43, а выпуск серийных машин начался лишь в 1946 году.

#### Бронетранспортёры

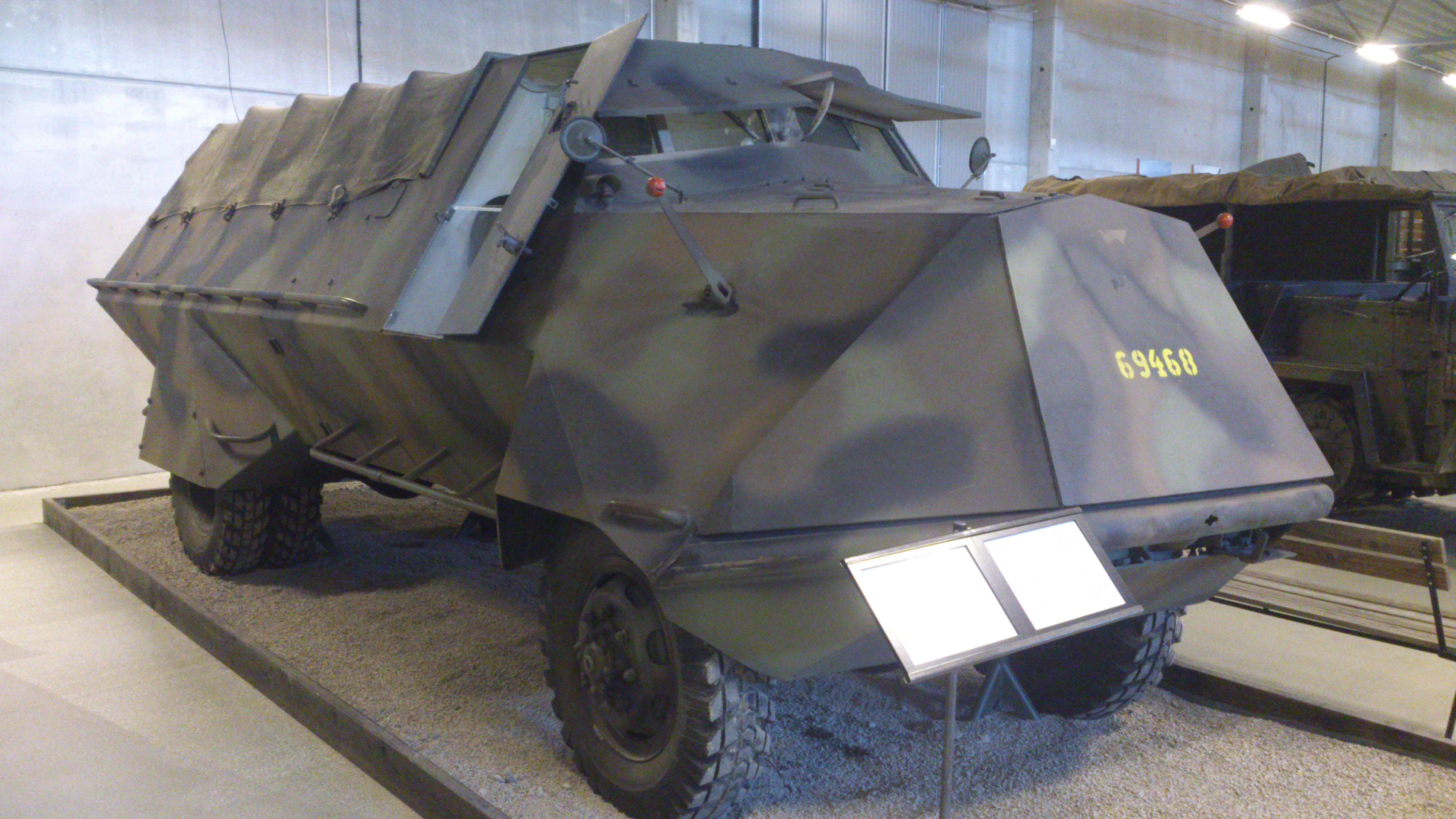
Бронетранспортёр Tgbil m/42

С принятием в 1942 году решения о формировании танковых бригад, перед Шведской армией встала проблема обеспечения транспортировки сопровождающей танки пехоты к полю боя, в связи с чем, согласно одним источникам, фирме «Ландсверк», согласно другим — Bröderna Hedlund, был выдан заказ на проектирование бронетранспортёра на шасси коммерческого грузового автомобиля. Броневые корпуса Tgbil m/42 изготавливались «Ландсверк» и передавались фирмам, осуществлявшим окончательную сборку бронетранспортёров на шасси собственного производства: заказ на 300 машин получила «Скания-Вабис» и на 200 — «Вольво». Выпуск Tgbil m/42 продолжался по разным данным, с 1943 или 1944 по 1946 год.
Базой для бронетранспортёра, принятого на вооружение под обозначением Tgbil m/42, служили двухосные полноприводные шасси 3-тонных грузовых автомобилей фирм «Скания-Вабис» и «Вольво», на которые устанавливался сварной броневой корпус, собранный с применением рациональных углов наклона брони, толщина которой, по одним данным, составляла 15 мм в лобовой части и по бортам, по другим же — доходила в лобовой части до 20 мм. Компоновка 8,5-тонной машины по сравнению с грузовым автомобилем не изменилась, помимо командира и водителя в закрытой кабине Tgbil m/42 мог перевозить 16 пехотинцев в открытом сверху десантном отделении; штатного вооружения бронетранспортёр не имел. В зависимости от использованного шасси, бронетранспортёры получали дополнительный индекс SKP или VKP, от швед. Scania или Volvo Karosseri Pansar — «Бронированный кузов „Скания“ / „Вольво“».

#### Инженерная бронетехника и прочие машины
Потребность в машинах для эвакуации с поля боя вышедшей из строя бронетехники изучалась шведскими военными ещё с 1940 года, однако ограниченный военный бюджет того времени не позволял предпринимать каких-либо практических шагов в этом направлении до ноября 1941 года, когда вопрос был поднят на одном из заседаний Национальной чрезвычайной проверочной комиссии (швед. Statens Krisrevision). После изучения вопроса с эвакуационными машинами по результатам этого заседания, Материально-техническое управление армии (швед. Kungliga Armétygförvaltningen) выдало «Ландсверк» заказ на создание бронированной ремонтно-эвакуационной машины (БРЭМ), проект которой был представлен фирмой к концу весны 1942 года. Получившая обозначение BBV m/42 машина отличалась от линейного танка установкой башни с краном грузоподъёмностью в 12 тонн с сектором поворота в ±45° по корме, лебёдка которого приводилась двигателем БРЭМ; кроме того, машина комплектовалась гидравлическими домкратами и оборудованием для буксировки. После дальнейшей проработки вопроса в попытках снизить стоимость машины с заявленных 250 000 крон, 5 апреля 1943 года «Ландсверк» было заказано изготовление двух экземпляров БРЭМ, завершённых в мае 1944 года, хотя проблемы с электромеханической трансмиссией затянули их принятие армией до 4 ноября. Обе БРЭМ поступили в войска, однако заказов на массовое производство BBV m/42 не последовало.
Хотя после Pbil m/39 разработка бронеавтомобилей в Швеции не велась, в 1943 году Шведская армия приобрела у Финляндии три из захваченных ими советских БА-10, финнами отнесёнными к не подлежащим восстановлению. В 1944 году бронеавтомобили прошли восстановительный ремонт на заводе «Форд» в Стокгольме, где они были оснащены новыми двигателями, узлами трансмиссии, крыльями, электрооборудованием и вооружением; в таком виде машины были приняты на вооружение под обозначением Pbil m/31F и использовались в качестве учебных.
Помимо перечисленных образцов, в 1944 году «Ландсверк» по заказу Шведской армии были разработаны бронированные аэросани «Слендан» (швед. Sländan). При массе в 6,5 тонн, 2 из которых приходилось на бронирование, аэросани оснащались авиационным двигателем мощностью в 575, а позднее — в 980 л.с, позволявшим им развивать максимальную скорость в 124 км/ч. На испытаниях прототип аэросаней продемонстрировал плохую устойчивость и управляемость, и все работы над проектом были прекращены в 1948 году.

## Организация производства
Основным производителем бронетехники в Швеции, разработавшим подавляющее большинство боевых машин, стала базировавшаяся в Ландскруне фирма «Ландсверк», на 1938 год имевшая в штате 552 работника. Однако в связи с различными обстоятельствами, в большинстве случаев — нехваткой производственных мощностей «Ландсверк», к производству бронетехники привлекались и другие фирмы:
- Ackumulator A.B. Jungner — Strv m/37, на арендованных для этого цехах верфей Оскарсхамна[66];
- A.B. Volvo — часть Pbil m/39[85], Strv m/42[70] и Tgbil m/42[108];
- Scania-Vabis A.B. — Strv m/41 и машины на его базе[70], часть Tgbil m/42[108];
- A.B. Karlstads Mekaniska Werkstad — Strv m/40K[70];

Кроме того, в танкостроение оказывались вовлечены и другие фирмы и предприятия, в том числе:
- Арсенал Stockholms Tygstation, собиравший танки Strv m/21[1];
- A.B. Bofors, разрабатывавшая танк на конкурс Шведской армии[1] и бронеавтомобиль Pbil m/31[42], а также производившая башни для ЗСУ Lvkv fm/43[105];
- Tidaholms bruk, изготовившая бронеавтомобили Pbil fm/25 и fm/26[8];
- A.B. Bröderna Hedlund, согласно некоторым источникам, разрабатывавшая проект бронетранспортёра Tgbil m/42[84];
- A.B. Morgårdshammar, разрабатывавшая танк на конкурс Шведской армии[10];

В производстве бронетехники принимал также участие ряд предприятий-смежников: в частности, доминирующее положение на шведском рынке традиционных вооружений, в том числе артиллерии, занимала «Бофорс», поставившая все серийные шведские танковые орудия; основным производителем танковых пулемётов являлся завод Carl Gustafs stads gevärsfaktori; броневую сталь в разные периоды поставляли «Бофорс» и Avesta Jernverks A.B.; двигатели поставлялись «Скания-Вабис» и «Вольво»; последняя, а также Atlas-Diesel A.B. занимались и изготовлением трансмиссий. Некоторые комплектующие Швеция импортировала, в частности, механические трансмиссии танков L-60.

## Классификация бронетехники Шведской армии
Для обозначения принятой на вооружение бронетехники Шведская армия использовала свою стандартную систему обозначения вооружения и техники, не подвергавшуюся существенным изменениям. Любой образец вооружения получал обозначение, состоявшее из двух частей: типа бронетехники, в сокращённом виде, и двух последних цифр года принятия на вооружение — m/, от швед. modell или fm/, от швед. försöksmodell — для машин, принятых на вооружение в качестве опытных. Для обозначения модернизированных модификаций к году принятия на вооружение мог прибавляться год ввода их в эксплуатацию, как в случае с Strv m/21-29. К стандартному обозначению могли при необходимости прибавляться различные индексы, для обозначения производителя (Strv m/40L и m/40K, Tgbil m/42 SKP и VKP) или варианта (Strv m/41 S/I и S/II, Strv m/42 TM, TH и EH). Существовавшие в шведской системе вооружений в рассматриваемый период типы бронетехники включали:
- Stridsvagn, или Strv — танк. Специальных обозначений в зависимости от класса танков Шведская армия не использовала, хотя в официальной документации классификация танков всё же применялась: так, ранние пушечные танки первоначально считались средними, но с 1943 года были переведены в разряд лёгких, в то время как танки m/42 классифицировались как тяжёлые[118];
- Pansarbil, или Pbil — бронеавтомобиль;
- Terrängbil (букв. «внедорожный автомобиль»), или Tgbil — бронетранспортёр;
- Stormartillerivagn, или Sav — штурмовое орудие;
- Luftvärnskanonvagn, или Lvkv — зенитная самоходная установка;
- Pansarvärnskanonvagn, или Pvkv — противотанковая самоходная установка;
- Bärgningsbandvagn, или BBV — бронированная ремонтно-эвакуационная машина;

## Конструктивные особенности шведской бронетехники

### Общая компоновка
Для шведских танков разработки «Ландсверк», начиная с L-60 и вплоть до m/42, стандартной стала классическая компоновка с передним расположением трансмиссии. В некоторых из шведских танков для ослабления одного из главных недостатков такой компоновки — увеличения высоты танка вследствие проходящего через боевое отделение карданного вала, последний и коробка передач размещались со смещением к правому борту, тогда как двигатель устанавливался под углом к продольной оси танка, что уменьшало и длину моторного отделения. Такое решение применялось, в частности, в L-60, L-100 и m/42; установка двигателя под углом продолжала использоваться в Швеции и в 1970-е годы.
На большинстве шведской бронетехники использовались двухместные башни, в которых командир был вынужден выполнять также функции заряжающего, что приводило к его функциональной перегруженности и невозможности должным образом контролировать обстановку на поле боя и руководить действиями всего экипажа, а тем более подчинённых танков в случае командира подразделения — хотя в случае разведывательных машин столь серьёзным недостатком это не являлось. Лишь на Strv m/42 появилась трёхместная башня, обеспечивавшая требуемое разделение функций экипажа.

### Бронезащита
Шведская танкостроительная школа сравнительно рано пришла к применению несущих сварных корпусов и башен, собиравшихся, как правило, из катаных листов броневой стали, хотя в конструкции Strv m/42 использовались также литые бронедетали. В танках разработки «Ландсверк» получили распространение рациональные углы наклона брони, однако без какой-либо систематичности: если L-60 и его варианты имели клиновидную конфигурацию лобового узла корпуса — хотя и с выступающей рубкой механика-водителя с незначительными углами наклона, то на m/42 фирма вернулась к менее эффективной ступенчатой конфигурации, с НЛД цилиндрической формы.
Бронезащита предвоенных шведских танков выполнялась противопульной: так, у m/39 и m/40L приведённая толщина, даже наклонной ВЛД, не превышала 25 мм, а рубки механика-водителя и лба башни — 14…15 мм. К 1941 году, однако, Шведская армия осознала острую необходимость в защите лёгких танков от современных противотанковых вооружений, что привело к усилению их бронирования, сперва в виде навесных деталей на m/39 и m/40L, доводивших толщину их ВЛД и рубки механика-водителя со лбом башни до, соответственно, 81 (25+56) мм и 50—53 (14+39) мм, а в дальнейшем — в виде усиления базового бронирования m/40K до, соответственно, 68 и 50 мм, с усилением бортового бронирования с 13 до 18 мм. Параллельно с этим была увеличена с 25 до 50 мм толщина лобовых плит корпуса и башни m/41, аналогичную бронезащиту получило и штурмовое орудие Sav m/43 на его базе.
На Strv m/42, однако, лобовое бронирование значительному усилению не подверглось: толщина бронедеталей корпуса и башни не превышала 55 мм; лоб башни и НЛД при этом имели цилиндрическую форму, тогда как ВЛД — наклон в 35°, доводивший приведённую толщину до 67 мм. Более существенно, до 25—30 мм, была увеличена толщина бортов корпуса и башни. Подобное бронирование, приведённой толщиной около 50—70 мм, могло обеспечить определённую защиту от лёгких противотанковых орудий предвоенной разработки, калибром 25—50 мм. Однако уже в 1941—1943 годах на вооружение большинства основных участников войны поступили орудия нового поколения, рассчитанные на надёжное поражение такой брони на большинстве дистанций боя. Наибольшей толщины — 80 мм — бронирование шведских боевых машин в рассматриваемый период достигло на противотанковой САУ Pvkv m/43, хотя известные источники не содержат информации, имела ли такую толщину вся лобовая часть корпуса или рубки, или только отдельные участки.

### Вооружение

#### Пушечное вооружение и система управления огнём

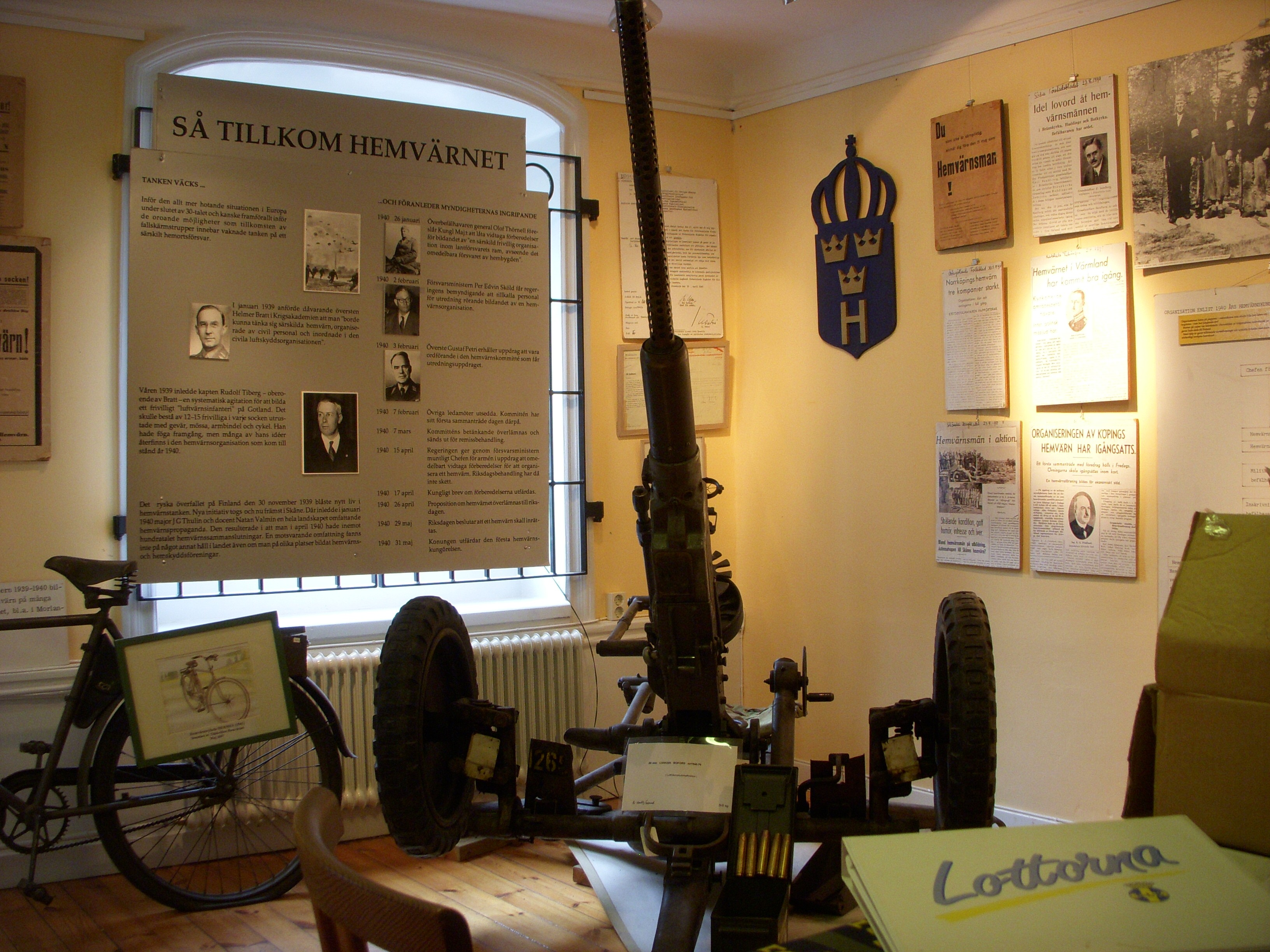
20-мм пушка m/40 на полевом лафете

Первым образцом артиллерийского вооружения бронетехники в Швеции стала 37-мм пушка SA 18 единственного танка «Рено» F.T., в дальнейшем перестанавливавшаяся для испытаний то на танк m/21, то на бронеавтомобиль fm/26. В дальнейшем для вооружения бронеавтомобилей, прежде всего m/31, применялась также 37-мм морская пушка m/98 B. С конца 1930-х годов стандартное вооружение бронеавтомобилей Шведской армии составляла 20-мм автоматическая пушка «Бофорс», разработанная в качестве зенитного орудия и состоявшая на вооружении под обозначением PansarVärnsLuftVärnskanon m/40. Конструктивно m/40 представляла собой уменьшенную версию распространённого 40-мм зенитного орудия фирмы и была создана под сравнительно мощный патрон 20×145 мм R. Питание пушки осуществлялось барабанным магазином на 28 патронов, а темп стрельбы составлял 360 выстрелов в минуту. Помимо этого, одним из вариантов вооружения экспортной шведской бронетехники являлась датская 20-мм автоматическая пушка «Мадсен».
В качестве стандартного вооружения средних, позднее переклассифицированных в лёгкие, танков шведские военные, подобно большинству иностранных коллег, избрали танковый вариант 37-мм противотанкового орудия m/38, являвшегося основным противотанковым средством Шведской армии. 37-мм пушка фирмы «Бофорс», являвшаяся типичным для межвоенного периода противотанковым орудием первого поколения, имела приемлемые по меркам конца 1930-х годов характеристики, однако к 1942 году, когда на вооружение начали массово поступать m/40 и m/41, орудие оказалось по мировым меркам уже устаревшим, а к 1944 году, когда войскам были переданы последние танки этих типов — оценивалось как имеющее незначительную боевую ценность.

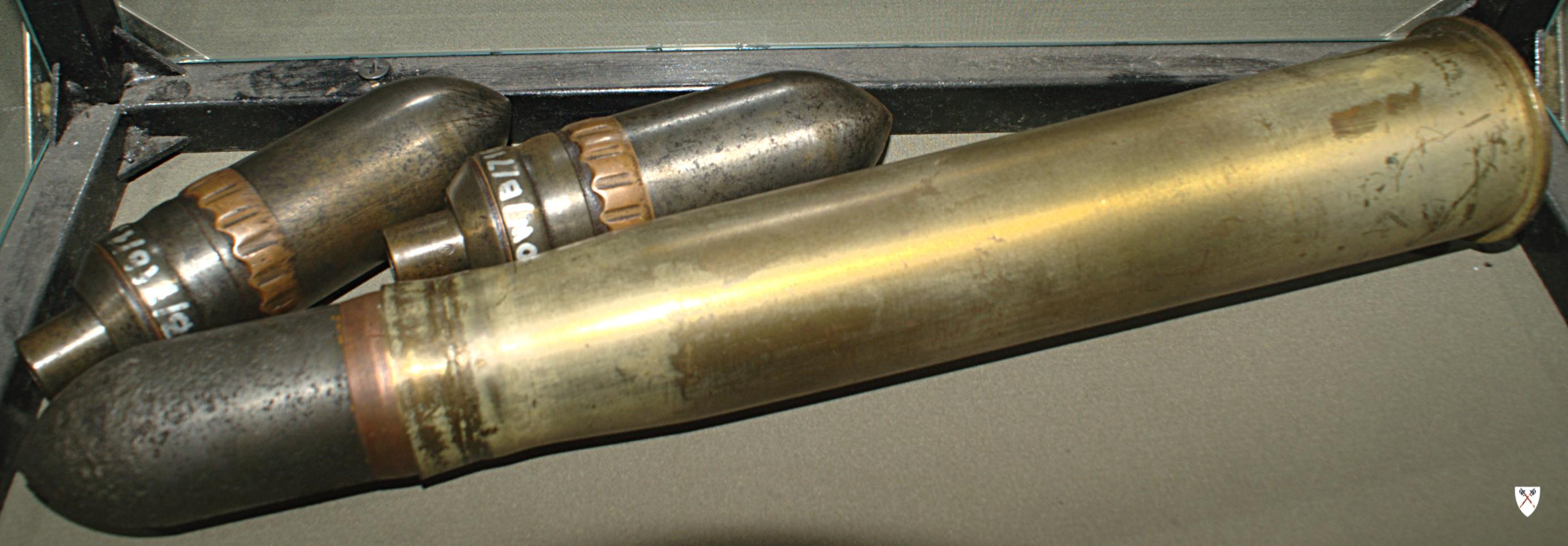
Выстрелы к 37-мм пушке «Бофорс»

К середине 1941 года необходимость усиления танкового вооружения стала для шведских военных очевидной; первые шаги к этому были предприняты ещё до войны, в частности, на танке «Лаго», в первоначальном проекте вооружавшемся 47-мм пушкой с начальной скоростью снаряда в 560 м/с, а по некоторым данным, это орудие устанавливалось и на часть m/31. Для серийного варианта танка, принятого на вооружение как m/42, «Бофорс» было создано 75-мм орудие Strvkan m/41 со средней начальной скоростью снаряда, ставшее значительным шагом вперёд по сравнению с предшественниками, однако и его противотанковые возможности, по меркам 1944 года, когда танки поступили в войска, оказались совершенно недостаточными. Вариант вооружения m/42 длинноствольной 57-мм пушкой рассматривался на этапе проектирования, однако был отвергнут из опасений, что выступавший за пределы корпуса ствол затруднит маневрирование, а также вследствие меньшего могущества осколочно-фугасного снаряда.
Ввиду недостаточных возможностей 37-мм пушки, в 1943 году «Бофорс» была создана 57-мм противотанковая пушка, представлявшая собой её увеличенный вариант, однако первые попытки разработать её самоходный вариант были предприняты только после войны. Вместо этого для установки на противотанковой САУ было приспособлено 75-мм полуавтоматическое зенитное орудие m/29, самоходный вариант которого получил обозначение Pvkan m/43. Для вооружения же штурмовых орудий среди ряда рассмотренных артиллерийских систем Шведской армией была выбрана 105-мм гаубица, обладавшая также некоторыми возможностями к борьбе с бронетехникой за счёт наличия в боекомплекте бронебойных снарядов. Вследствие неготовности артиллерийской системы к началу производства САУ, однако, в качестве временной меры последние были оснащены отвергнутыми ранее старыми 75-мм пушками m/02.
| Типы пушек, применявшихся на серийной шведской бронетехнике |                          |            |                        |                                                          |                                     |                                            |
| Образец                                                     | Тип                      | Калибр, мм | Длина ствола, калибров | Масса, кг и начальная скорость бронебойного снаряда, м/с | Вес осколочно-фугасного снаряда, кг | Бронеобъекты                               |
| 20 mm PvLvkan m/40                                          | автоматическая пушка     | 20         | 66                     | 0,145 / 815                                              | 0,145                               | Pbil m/31 (после модернизации), m/39, m/41 |
| 37 mm Kan m/98 B                                            | полуавтоматическая пушка | 37         | н/д                    | н/д                                                      | н/д                                 | Pbil fm/29, m/31                           |
| 37 mm Strvkan m/38                                          | полуавтоматическая пушка | 37         | 45                     | 0,74 / 785; 800                                          | 0,7                                 | Strv m/38, m/39, m/40, m/41                |
| 7,5 cm Kan m/02                                             | пушка                    | 75         | 30                     | 6.3-6.6 / 505                                            | 6.3-6.6                             | Sav m/43                                   |
| 7,5 cm Strvkan m/41                                         | полуавтоматическая пушка | 75         | 34                     | 6,0; 6,3—6,6 / 590                                       | 6,3—6,6                             | Strv m/42                                  |
| 7,5 cm Pvkan m/43                                           | полуавтоматическая пушка | 75         | 50,5                   | 6-6,63 / 815—890;                                        | 6,43                                | Pvkv m/43                                  |
| 10,5 cm Kan m/44 Sav                                        | гаубица                  | 105        | 21                     | 10,25(кумулятивный)—11,67(бронебойный) / 425(КС)—475(ББ) | 11,67                               | Sav m/43 (после модернизации)              |

В области системы управления огнём, первые танки собственной разработки «Ландсверк» — m/31 и fm/31 — оснащались панорамным перископическим прицелом-смотровым прибором TWZF 3 разработки германской фирмы «Цейсс», имевшим увеличение 1,75×. Аналогичными прицелами оснащались и последующие танки «Ландсверк». 20-мм и 37-мм пушки, наряду с винтовыми приводами наводки, оснащались плечевым упором, обеспечивавшим вертикальное наведение свободным качанием, но тяжёлые орудия более крупных калибров оснащались только винтовыми приводами.

#### Вспомогательное и дополнительное вооружение
Первые образцы шведской бронетехники оснащались различными пулемётами под стандартный винтовочный патрон 6,5×55 мм, такими как принятый на вооружение под обозначением Ksp m/14 пулемёт системы Шварцлозе, «Кольт-Браунинг» m/22 или «Гочкисс» m/00. В дальнейшем стандартным танковым пулемётом, применявшимся, в частности, на танках m/31 и fm/31 и бронеавтомобиле fm/29, стал Ksp m/14-29, представлявший собой гибрид тела пулемёта «Браунинг» M1917 со станком и кожухом водяного охлаждения от m/14.
В 1936 году на вооружение Шведской армии, под новый специализированный пулемётный патрон 8×63 мм m/32, был принят пулемёт Ksp m/36, выпускавшийся фирмами «Карл Густав» и «Эрикссон». Темп стрельбы пулемёта составлял 600—720 выстрелов в минуту; как и предшественники, m/36 сохранял питание матерчатой лентой, на 90 патронов, однако в этот раз для установки на танках было разработано несколько вариантов, отличавшихся от пехотного воздушным охлаждением ствола: одиночные m/36 Strv V и Strv H, отличавшиеся подачей ленты с правой или левой стороны, и спаренные Strv Dbl.
Ksp m/36 оснащался ряд шведских боевых машин: танки m/37, m/38, m/39 и m/40L и бронеавтомобили m/41 и m/39, но уже в 1939 году Шведская армия выдала «Карл Густав» заказ на разработку специального танкового пулемёта Ksp m/39 на базе более современного «Браунинг» M1919A1. Как и m/36, новый пулемёт использовал матерчатую ленту, на этот раз стандартную на 250 патронов, и имел темп стрельбы 600—720 выстрелов в минуту и выпускался в различавшихся подачей ленты вариантах Strv V и Strv H. В позднем периоде m/39 стал стандартным для новой бронетехники, кроме того, им переоснащались и ранее выпущенные машины.
Оригинальной особенностью танков разработки «Ландсверк», начиная с Strv m/39, являлась установка в башне двух спаренных с пушкой пулемётов, в отдельной броневой маске. Кроме того, поскольку танки «Ландсверк», начиная с L-60, не имели стрелка-радиста для оперирования курсовым пулемётом, на m/39 у механика-водителя был введён лючок для стрельбы из пистолета-пулемёта, который позднее был заварен в связи с неэффективностью такого огня. m/42 оснащались уже курсовым пулемётом, также оперировавшимся механиком-водителем, наряду с ещё одним пулемётом в съёмной турельной установке на командирской башенке. В качестве оружия самообороны экипажа танки комплектовались 9-мм пистолетами-пулемётами m/37-39.

### Средства наблюдения
На ранней бронетехнике разработки «Ландсверк», в частности, бронеавтомобилях fm/25, fm/26, fm/29 и m/31, для наблюдения за местностью использовались смотровые щели и лючки, но последующие образцы: танки L-10 и ранние варианты L-60, бронеавтомобили L-185, L-181 и L-180, снабжались более современным набором средств наблюдения: панорамными перископическими смотровыми приборами для командира и наводчика, в последнем случае совмещавшимся с прицелом, тогда как механик-водитель располагал призматическими или, на L-60 — зеркальными фиксированными перископическими приборами. В некоторых случаях, в частности, на танке L-80, применялась командирская башенка с четырьмя расположенными по периметру приборами наблюдения.
Широкое распространение, однако, командирские башенки на шведской бронетехнике получили только с конца 1930-х годов. Шведская версия чехословацкого малого танка AH-IV — m/37 — в отличие от остальных вариантов, оборудовалась командирской башенкой, хотя и сравнительно примитивного типа: поворотной, с единственной смотровой щелью, закрытой триплексным стеклоблоком и броневой заслонкой, функционально аналогичной поворотному перископу. Некоторые из экспортных вариантов L-60, а также принятые на вооружение Шведской армии m/38, m/39, m/40, получили командирскую башенку более современной конструкции: фиксированную, с семью расположенными по периметру смотровыми щелями, также защищёнными триплексом и броневыми заслонками; схожая башенка устанавливалась и на m/42.

### Средства связи
В плане средств связи, Шведская армия сравнительно рано пришла к радиофикации бронетехники — начиная уже с Strv m/21: согласно одним источникам, командирский танк был оснащён лишь радиоприёмником, согласно другим же, командирский танк имел радиостанцию двухсторонней связи, тогда как остальные девять машин оснащались приёмниками. По одним данным, m/31 также оснащался радиостанцией, по другим — установка радиостанции лишь была предусмотрена конструкцией; возможность установки радиостанции, в зависимости от пожеланий заказчика, предусматривалась и на бронеавтомобиле L-180.
С конца 1930-х годов стандартной танковой радиостанцией стала 25 W Sv m/39: 25 W Sv/3 оснащались все танки m/37, тогда как 25 W Sv/1 устанавливалась на все m/38, m/39, m/40, m/41 и m/42, а также бронеавтомобили m/40. Sv m/39 представляла собой коротковолновую ламповую радиостанцию с амплитудной модуляцией, состоявшую из передатчика мощностью 25 ватт с подводимой к антенне мощностью около 6—7 Вт и рабочим диапазоном 2,5—5 МГц, супергетеродинным приёмником с рабочим диапазоном 1,3—6,1 МГц. m/39 обеспечивала как телефонную связь на дальность до 5 км, так и связь телеграфным кодом на дальности до 15 км. Командирские танки m/42 оснащались более мощной радиостанцией с передатчиком мощностью 70 Вт.

### Двигатель
В раннем периоде шведская бронетехника оснащалась различными типами двигателей, обеспечивавших ей сравнительно высокую удельную мощность. В период шведско-германского сотрудничества распространение получили двигатели германских производителей, но с конца 1930-х годов Шведская армия перешла к использованию отечественных автомобильных двигателей фирм «Вольво» и «Скания-Вабис» — карбюраторных, жидкостного охлаждения, как правило, рядных. Наибольшее распространение среди них получил «Скания-Вабис» 1664, а позднее — его более мощный вариант L 603 с увеличенным за счёт рассверливания цилиндров рабочим объёмом. Однако при создании нового танка m/42, вдвое превосходившего по массе предыдущие машины, подходящего двигателя для него не нашлось, и конструкторам пришлось пойти на использование силовой установки из спаренных L 603. Позднее «Вольво» был создан новый восьмицилиндровый V‑образный танковый двигатель A8B, более чем вдвое превосходивший по мощности применявшиеся ранее моторы, однако его надёжность первоначально оказалась не вполне удовлетворительной.
| Основные типы силовых установок, применявшихся на шведской бронетехнике |          |               |                |                    |                                          |                                   |
| Производитель                                                           | Образец  | Конфигурация  | Тип охлаждения | Рабочий объём, см³ | Максимальная мощность, л.с.              | Бронеобъекты                      |
| «Майбах»                                                                | DSO 8    | V12           | водяное        | н/д                | 150 при 2300 об/мин, 200 при 3000 об/мин | Strv m/31, fm/31                  |
| «Даймлер-Бенц»                                                          | Typ M 09 | 6-цилиндровый | водяное        | 3663               | 68 при 2900 об/мин                       | L-181                             |
| «Бюссинг-НАГ»                                                           | L8V/36TR | V8            | водяное        | 7913               | 160; 145—150; 155 при н/д                | L-60, L-180 (Pbil m/41)           |
| «Вольво»                                                                | FC—ČKD   | R6            | водяное        | 4390               | 85 при 2850 об/мин                       | Strv m/37                         |
| «Скания-Вабис»                                                          | 1664/65  | R6            | водяное        | 7750               | 142 при 2300 об/мин                      | Strv m/38, m/39, m/40L, Pbil m/39 |
| «Скания-Вабис»                                                          | 1664/13  | R6            | водяное        | 7750               | 145 при 2300 об/мин                      | Strv m/41                         |
| «Вольво»                                                                | FBT      | R6            | водяное        | 7566               | 140 при н/д                              | Pbil m/40                         |
| «Скания-Вабис»                                                          | L 603/3  | R6            | водяное        | 8476               | 160 при 2300 об/мин                      | Strv m/40K, Lvkv fm/43            |
| «Скания-Вабис»                                                          | L 603/2  | R6            | водяное        | 8476               | 160 при 2300 об/мин                      | Strv m/41 SII, Sav m/43           |
| «Скания-Вабис»                                                          | L 603/1  | спаренные R6  | водяное        | 2 × 8476           | 290 при 2300 об/мин; 325                 | Strv m/42 TM, TH                  |
| «Скания-Вабис»                                                          | 402      | R4            | жидкостное     | 5650               | 115 при н/д                              | Tgbil m/42                        |
| «Вольво»                                                                | FET      | 6-цилиндровый | н/д            | н/д                | 105 при н/д                              | Tgbil m/42                        |
| «Вольво»                                                                | A8B      | V8            | водяное        | 22 600             | 370 при 2300 об/мин; 380                 | Strv m/42, Pvkv m/43              |

### Трансмиссия

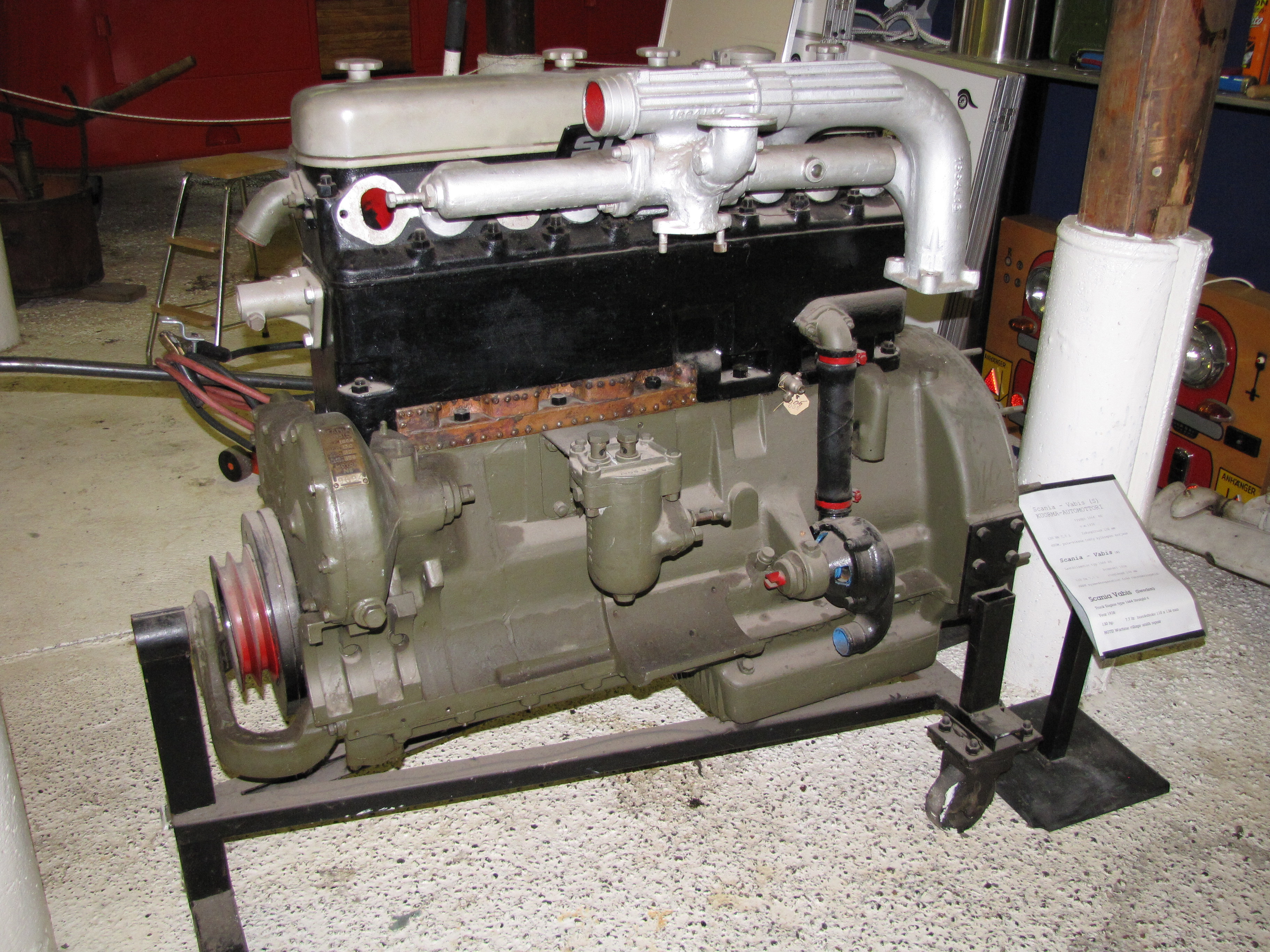
Двигатель Scania-Vabis 1664

В области танковых трансмиссий в ранние годы шведское танкостроение полагалось на простые или планетарные механические трансмиссии, в том числе распространение получили импортные германские коробки передач германской фирмы Z.F. Friedrichshafen, устанавливавшиеся на бронеавтомобилях m/41 и танках L-60, m/38 и m/39, однако в связи с невозможностью дальнейших поставок этого узла к началу проектирования танка m/40, шведским конструкторам пришлось искать альтернативы. Вместо этого на m/40 было решено использовать гидромеханическую трансмиссию разработанной А. Люсхольмом ещё в 1920-е годы конструкции, применявшуюся британской фирмой «Лейланд» под обозначением Lysholm-Smith. В результате m/40, стал первым в мире серийным танком, оснащённым автоматической трансмиссией, при этом для преодоления свойственного ранним гидромеханическим трансмиссиям низкого КПД было введено оригинальное решение, применявшееся в автобусах GMC и «Лейланд»: главный фрикцион двойного действия, на больших скоростях отключавший гидравлическую передачу и включавший прямую механическую.
Танки m/42 ранних выпусков (TM) оснащались шестиступенчатой коробкой передач фирмы Z.F. с электромеханическим управлением, изначально разработанной для рельсовых автобусов, однако эксплуатация показала её перегруженность и низкую надёжность, тогда как запасные части и новые коробки передач были в постоянном дефиците. На последующих модификациях m/42 применялись трансмиссии типа Lysholm-Smith производства фирмы Atlas-Diesel, с отдельной коробкой передач для каждого из двигателей m/42 TH и одной на EH. В дальнейшем, однако, шведское танкостроение продемонстрировало возврат к механическим трансмиссиям: согласно некоторым источникам, m/40K вновь получили механические коробки передач Z.F., а для САУ Pvkv m/43, на базе танка m/42, «Вольво» была разработана новая пятиступенчатая механическая коробка передач VL 420, которая оказалась настолько удачной, что ей после войны были переоснащены и m/42 TM.
Механизм поворота танков «Ландсверк» относился к планетарному типу и был разработан в Германии в конце 1920-х годов, будучи впервые применён на Strv m/31 и fm/31 в период шведско-германского сотрудничества. Использование планетарного механизма поворота продолжилось и на последующих танках фирмы, вплоть до m/42.

### Ходовая часть и средства преодоления водных преград
На ранних образцах шведских танков применялись различные типы сблокированных подвесок с рессорными или пружинными упругими элементами, однако в 1933—1934 годах «Ландсверк», впервые в мире, применила в танках L-60 и L-100 торсионную подвеску, в 1940-е — 1950-е годы ставшую стандартом в мировом строении благодаря простоте и высокой удельной потенциальной энергии. На L-60 и L-100 применялась индивидуальная двухторсионная подвеска с соединёнными параллелограммом параллельными валами и механическими амортизаторами сухого трения; подвеска L-100, имевшая полный и динамический ход катка в 290 и 134 мм, при коэффициенте жёсткости в 55 кг/см стала самой мягкой из когда-либо устанавливавшихся на серийные танки. Часть компонентов подвески L-60 были впоследствии использована и на более тяжёлом Strv m/42.
Оригинальной особенностью шведских гусеничных боевых машин являлась перевозка, наряду с запасными траками, запасных опорных катков, крепившихся на башне или крыше моторного отделения. Для преодоления водных преград, к танку L-60 в предвоенный период были разработаны индивидуальные плавсредства, состоявшие из навешиваемых по бортам металлических понтонов, сбрасывавшихся изнутри танка, и приводимых от ведущих колёс двух гребных винтов.

## Окраска, тактические и опознавательные знаки

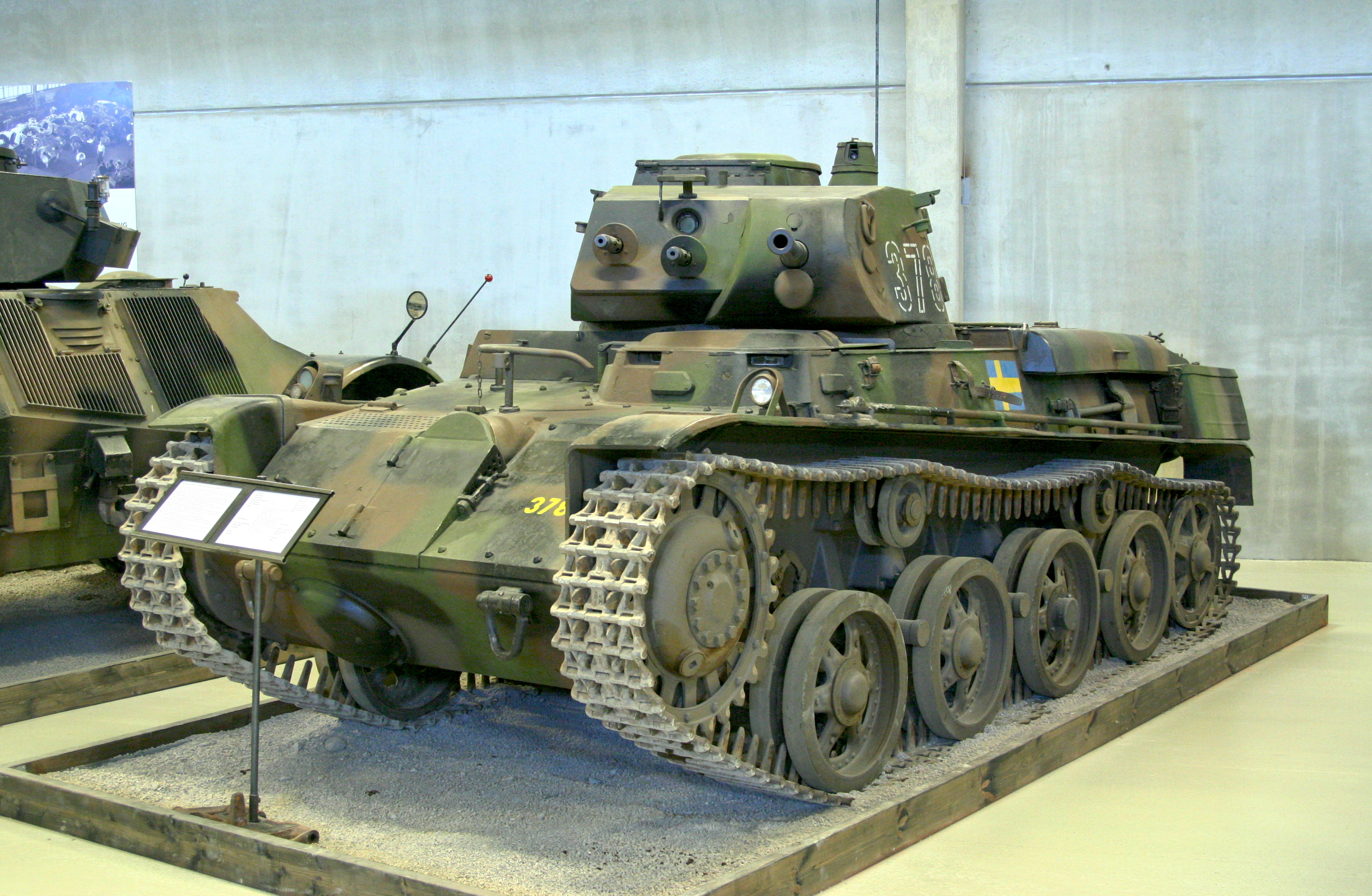
Танк m/40 в камуфляже позднего образца, с тактическими номерами и опознавательными знаками

В ранние годы шведская бронетехника окрашивалась в стандартный армейский серый, поверх которого в зимнее время наносились мелом белые полосы. С конца 1928 года была введена камуфляжная окраска в виде пятен тёмно-зелёного, коричневого и светло-песочного цветов, разделённых чёрными полосами. Тем не менее, базовую окраску шведские бронированные машины несли и позднее: так, Strv m/37 первоначально были окрашены в светлый серо-зелёный цвет, поверх которого в зимнее время наносились водорастворимая белая краска. Около 1942—1943 годов была введена новая камуфляжная схема, состоявшая из чёрных, зелёных и светло-коричневых, а иногда также серых пятен.
Опознавательные знаки на Strv m/37 первоначально состояли из трёх белых прямоугольников с чёрными коронами на лобовом бронелисте и в правой части кормового, под которыми, а также на бортах корпуса наносились тактические номера танков. Принадлежность к подразделению обозначали от одной до трёх горизонтальных или вертикальных полос на бортах башни. Вместе с новой камуфляжной схемой были введены опознавательные знаки в виде национального флага, наносившиеся на обоих бортах корпуса. Тактические номера наносились как по бортам башни — белым пунктирным контуром, так и на лобовом бронелисте и в левой части кормового — жёлтые, меньшего размера.

## Эксплуатация и боевое применение

### Ранний период

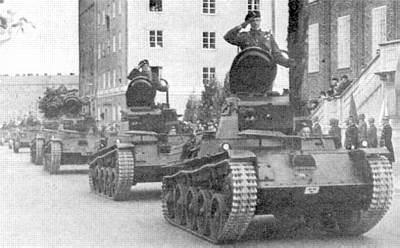
Танки Strv m/38 Гётского полка лейб-гвардии на параде в 1939 году перед расформированием полка

Первоначально, все находящиеся в боевом составе танки Шведской армии — десять m/21 — были сосредоточены в единственном танковом подразделении, формально считавшемся батальоном и подчинённом 1-му (Свейскому) полку лейб-гвардии, а с 1928 года — 2-му (Гётскому) полку, где к ним позднее добавились три m/31. Взаимодействие с Германией Шведская армия осуществляла не только в области танкостроения, но и в вопросах применения боевых машин: в частности, именно в Швеции в 1929 году, в качестве гостя танковой роты, получил первый опыт управления танком, майор Г. Гудериан. В отличие от танков, бронеавтомобили m/31 были рассредоточены по три в автоброневых взводах, включённых в состав дивизийных кавалерийских батальонов и трёх отдельных мотострелковых батальонов.
С поступлением на вооружение m/37 и m/38, Гётский полк смог наконец развернуть полноценный танковый батальон с 64 танками в четырёх ротах: с командирским m/37, резервным взводом с двумя m/37 и одним m/38, тремя трёхтанковыми взводами m/37 и одним взводом m/38 в каждой. 18—23 сентября 1939 года батальон принял участие в получивших широкую огласку армейских манёврах, имевших целью продемонстрировать во время нападения Германии на Польшу, что Швеция готова к отражению возможного вторжения.
С началом Второй мировой войны, Гётский полк был расформирован, а танковый батальон разделён на два, предположительно, для обучения двух частей взаимодействию с танками. Этими двумя частями стали 10-й (Сёдерманландский) пехотный полк, получивший бо́льшую часть батальона и 9-й (Скараборгский) полк, которому была придана 3-я танковая рота. 4-я рота была расформирована, что позволило увеличить оставшиеся до четырёх взводов из 5 танков и трёх командирских m/37. По штату военного времени, каждый танковый батальон должен был включать 64 танка — один командирский m/37 и три роты по 21 танку — с четырьмя взводами и командирским m/37, однако в реальности достичь этого удалось только с поступлением на вооружение в 1941 году танков m/39 и m/40, которые позволили также ввести в состав батальонов четвёртую роту, и уменьшить долю пулемётных m/37 до двух взводов на роту. Параллельно в войска поступили и первые современные бронеавтомобили, m/39 и m/40, рассредоточенные по семи кавалерийским полкам.

### Поздний период

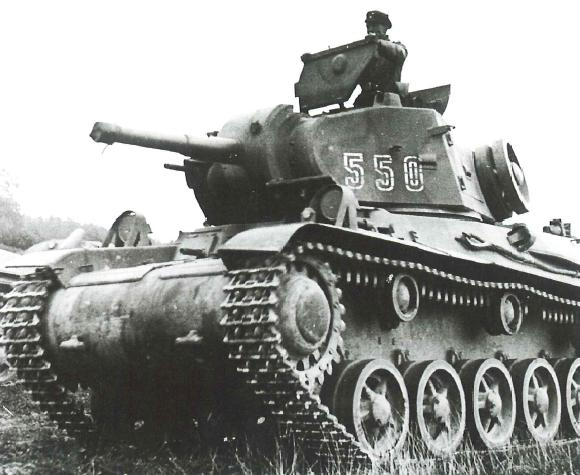
Танк Strv m/42 на вооружении Шведской армии

В 1942 году, на основании анализа опыта текущей войны, было принято решение о формировании первых крупных танковых соединений для манёвренной войны — танковых бригад, по штату насчитывавших 199 боевых машин: 105 лёгких и 76 средних танков, 6 противотанковых САУ и 12 ЗСУ. С поступлением m/40, в 1942 году m/37 были выведены в резерв, а в следующем году — сведены в отдельную роту из шести пятитанковых взводов, базировавшуюся на Готланде для усиления обороны восточного берега острова; к этому времени в резерв перешли и m/38.
Поступление дополнительных машин позволило переформировать в танковые три полка — Скараборгский и Сёдерманландский пехотные и 6-й (Сконский) кавалерийский полк — как, соответственно, 4-й, 3-й и 2-й танковые, а также сформировать заново Гётский полк как 1-й танковый. В случае мобилизации полки должны были составить основу трёх разворачиваемых танковых бригад, штатным расписанием которых предусматривались два танковых батальона. Каждый батальон по штату включал три лёгких роты, с 18 лёгкими и 5 средними (Strv m/42) танками, и тяжёлую роту с 18 средними танками. Сёдерманландский и Скараборгский полки вооружались Strv m/41: все танки первой серии поступили на вооружение 3-го, тогда как второй серией был вооружён 4-й полк, за исключением нескольких машин, поступивших во 2-й и резерв 3-го полка.
Бронеавтомобили m/41 поступили в войска — на вооружение 3-го танкового и 18-го пехотного полков — лишь в 1943 году, а позднее были переведены на Готланд. Штурмовые орудия m/43 же поступили на вооружение артиллерийских батальонов, состоявших из трёх шестиорудийных батарей, дислоцировавшихся на границе с Норвегией.

### Послевоенная судьба

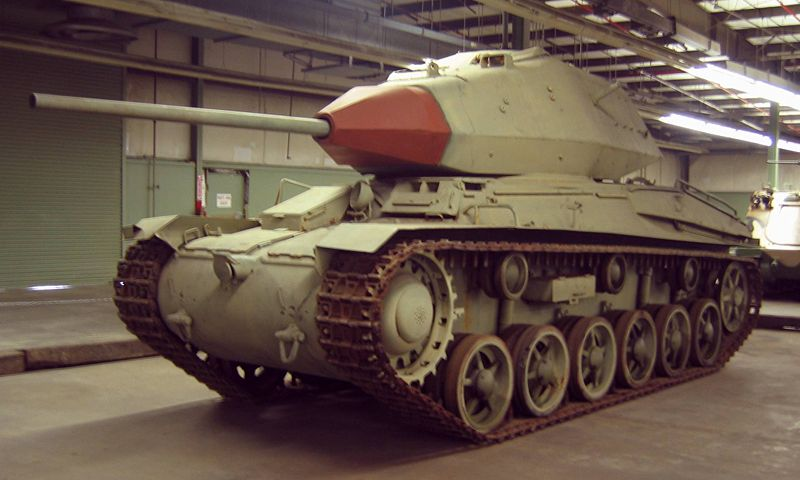
Модернизированный танк m/42 — Strv 74

Несмотря на устарелость, m/37 были окончательно сняты с вооружения лишь в 1953 году, и в том же году Швеция закупила в Великобритании первую партию современных танков «Центурион». К 1955 году 240 танков этого типа составили основную силу танковых бригад, вытеснив m/42 на второстепенную роль, где они сменили лёгкие танки: m/40 были сняты с вооружения к 1960—1965 годам, тогда как все 220 m/41 были выведены в резерв к 1957 году и использованы для постройки бронетранспортёров Pbv 301 в 1962—1963 годах. Параллельно, в 1958 году, с вооружения были сняты и бронеавтомобили m/39 и m/40.
Более адекватно вооружённые образцы оставались на вооружении Шведской армии дольше: так, большая часть m/42 была в 1957—1960 годах модернизирована в вооружённые более мощным орудием Strv 74, тогда как остальные, в незначительно модернизированном виде, были переклассифицированы в САУ непосредственной поддержки пехоты под обозначением Ikv 73. Сравнительно долго использовались и САУ: Lvkv fm/43 исчезли из штата танковых бригад в только 1969, а Pvkv m/43 — в 1970 году, параллельно с Sav m/43, снятыми с вооружения пехотных бригад и заменёнными Strv 74 лишь в 1970—1973 годах. Tgbil m/42 же, даже несмотря на поступление современных бронетранспортёров и снятие с вооружения части машин к 1970 году, использовались шведскими военными на всём протяжении холодной войны, применялись миротворческими контингентами в Конго и на Кипре вплоть до 1978 года, а последняя машина этого типа была снята с вооружения лишь в 2004 году.

### Шведская бронетехника в других странах

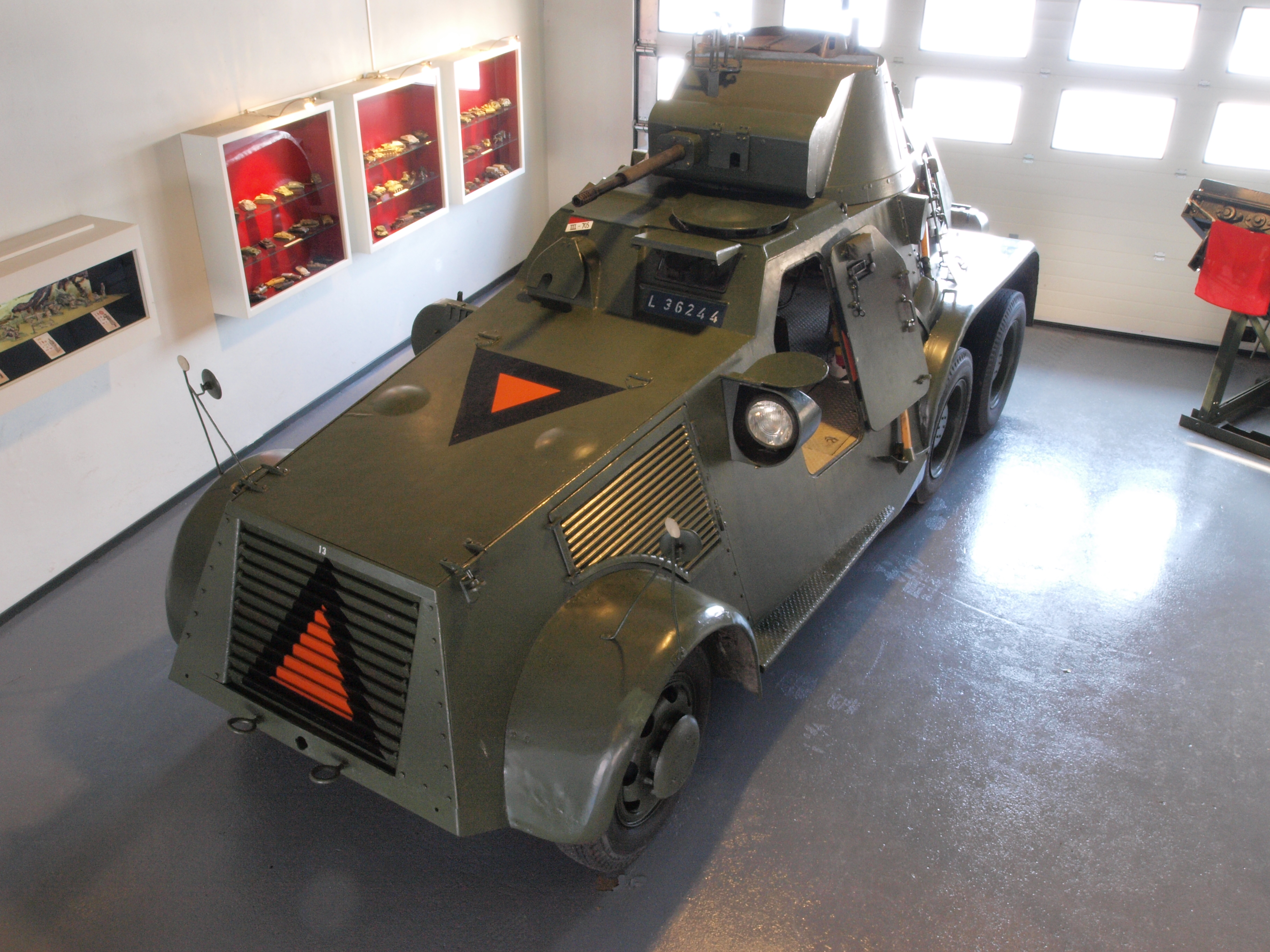
Музейный Pantserwagen M38

Поставленные Нидерландам L-181 и L-180, получившие обозначения Pantserwagen M36 и M38, составили вооружение 1-го и 2-го автоброневых эскадронов. После захвата Нидерландов Германией в 1940 году некоторое количество трофейных бронеавтомобилей обоих типов было поставлено на вооружение вермахта под обозначением Pz.Sp.Wg.L202(h) и использовалось для несения полицейской службы на оккупированных территориях, в частности, в самих Нидерландах и СССР; ограниченное количество Pz.Sp.Wg.L202(h) поступило и в боевые части. Три доставленных Дании «Линкса» же, несмотря на оккупацию Германией, оставались на вооружении Датской армии до расформирования последней в 1943 году, после чего использовались германскими войсками для полицейской службы.
Единственный доставленный Финляндии бронеавтомобиль L-182, поступивший на вооружение отдельного автоброневого эскадрона, первым из всей финской бронетехники вступил в бой в Советско-финской войне 1939—1940 годов, однако уже в 1942 году в списках не числился. Бо́льшую роль сыграли шесть приобретённых в 1942 году ЗСУ L-62 «Анти II», получивших обозначение 40 ItK 38 и поступивших на вооружение батареи ПВО танковой дивизии, а после войны остававшихся на вооружении до 1966 года. В Ирландии же бронеавтомобили L-180 оставались на вооружении вплоть до начала 1980-х годов.
После снятия лёгких танков и бронеавтомобилей с вооружения Шведской армии, в 1960 году 25 Strv m/40L и 13 Pbil m/39 были проданы Доминиканской Республике, где 25 танков и 10 бронеавтомобилей были сведены в единственном бронетанковом батальоне. Часть танков была потеряна при отражении вторжения США в 1965 году, тогда как остальные продержались на вооружении вплоть до 1990-х годов. В 1993 году по 13 бронетранспортёров m/42 Швеция в виде военной помощи передала армиям Латвии, Эстонии и Литвы; с вооружения последней машины этого типа были сняты лишь между 2007 и 2009 годами, положив конец использованию шведской бронетехники рассматриваемого периода армиями мира.

## Общие оценки
Разработки компании «Ландсверк» стали важным этапом в мировом танкостроении. Несмотря на отсутствие сколько-нибудь значительных заказов со стороны Шведской армии до второй половины 1930-х годов, «Ландсверк» были достигнуты значительные успехи в разработке бронетехники, и её продукция, по оценке современников, даже начала конкурировать на международном рынке вооружений с такими лидерами в этой области, как британская «Виккерс-Армстронг» и французская «Рено». В начале 1930-х годов «Ландсверк» стала одним из ведущих мировых разработчиков быстроходных лёгких и средних танков, представив передовые образцы, такие как L-10 (m/31) и L-60, некоторыми специалистами оценивающийся как один из лучших лёгких танков своего времени. «Ландсверк» первой в мировом танкостроении применила торсионную подвеску; различные решения, опробованные на танках «Ландсверк» впоследствии нашли применение в германских, а через них — и в советских танках. В частности, опыт шведско-германского сотрудничества лёг в конструкцию прототипа первого германского серийного танка La.S. — будущего Pz.Kpfw.I. Высокие оценки получали и шведские колёсно-гусеничные танки, некоторыми специалистами оценивающиеся даже как вершина развития этой разновидности боевых машин. Сравнительно современными и нашедшими определённый успех на международном рынке стали и бронеавтомобили «Ландсверк».
Однако со второй половины 1930-х годов шведское танкостроение вошло в стагнацию, как вследствие прекращения сотрудничества с Германией, так и в результате роста требований к танкам. Хотя в годы Второй мировой войны шведские конструкторы при разработке бронетехники максимально учитывали опыт применения бронетехники воюющими странами Европы, избежать закономерного отставания шведской танкостроительной школе не удалось. За пределами нейтральной Швеции, постоянно растущие требования к вооружению и бронезащите танков влекли значительный рост массы последних, однако Шведская армия вплоть до 1944 года была вынуждена полагаться на танки 10-тонного класса — выпуск современных боевых машин требовал организации соответствующего специализированного производства, затраты на которое не считались оправданными при ограниченных существующих потребностях армии в бронетехнике. Швеция не была готова к включению в гонку вооружений с воюющими странами, и с 1942 года шведские танки значительно отставали от зарубежных аналогов; до середины 1950-х годов Швеция уже не пыталась восстановить национальное танкостроение на современном уровне.
Даже созданный в 1944 году танк m/42, хотя и стал прорывом по сравнению с предшественниками, по сравнению с зарубежными современниками оказался уже устаревшим, прежде всего в плане противотанковых возможностей. Основные танкостроительные страны — Великобритания, Германия, СССР и США — в 1940—1943 годах сделали ставку на более крупные танки массой порядка 25—30 тонн, которые в 1942—1944 годах прошли модернизацию с перевооружением длинноствольными 75…85-мм пушками. Вдобавок, перечисленные страны в 1943—1945 годах осуществили разработку и производство танков нового поколения, качественно превосходящих m/42 по основным характеристикам. При этом по основным своим тактико-техническим характеристикам шведские танки были сравнимы с достижениями в этой области второстепенных танкостроительных стран, таких как Италия и Япония, вынужденных на протяжении войны в качестве основной силы полагаться на лёгкие танки массой около 15 тонн. Из положительных сторон отмечается, что все без исключения шведские танки отличались исключительной надёжностью и отработанностью конструкции, обеспечивавшими им высокий ресурс, хотя по крайней мере в отношении m/42 другие источники упоминают о серьёзных проблемах с электромагнитной трансмиссией, механизмом поворота и двигателем «Вольво».
Помимо этого, за годы войны шведское танкостроение смогло обеспечить армию всеми основными видами бронетехники, за исключением САУ для стрельбы с закрытых позиций, хотя выпуск некоторых из них ограничился малой серией. Помимо совершенно недостаточной численности для обеспечения противовоздушной обороны танковых бригад, ЗСУ имели ряд недоработок, так никогда полностью и не устранённых, столь же недостаточной оказалась и численность машин огневой поддержки в виде штурмовых орудий.

## Сохранившиеся экземпляры

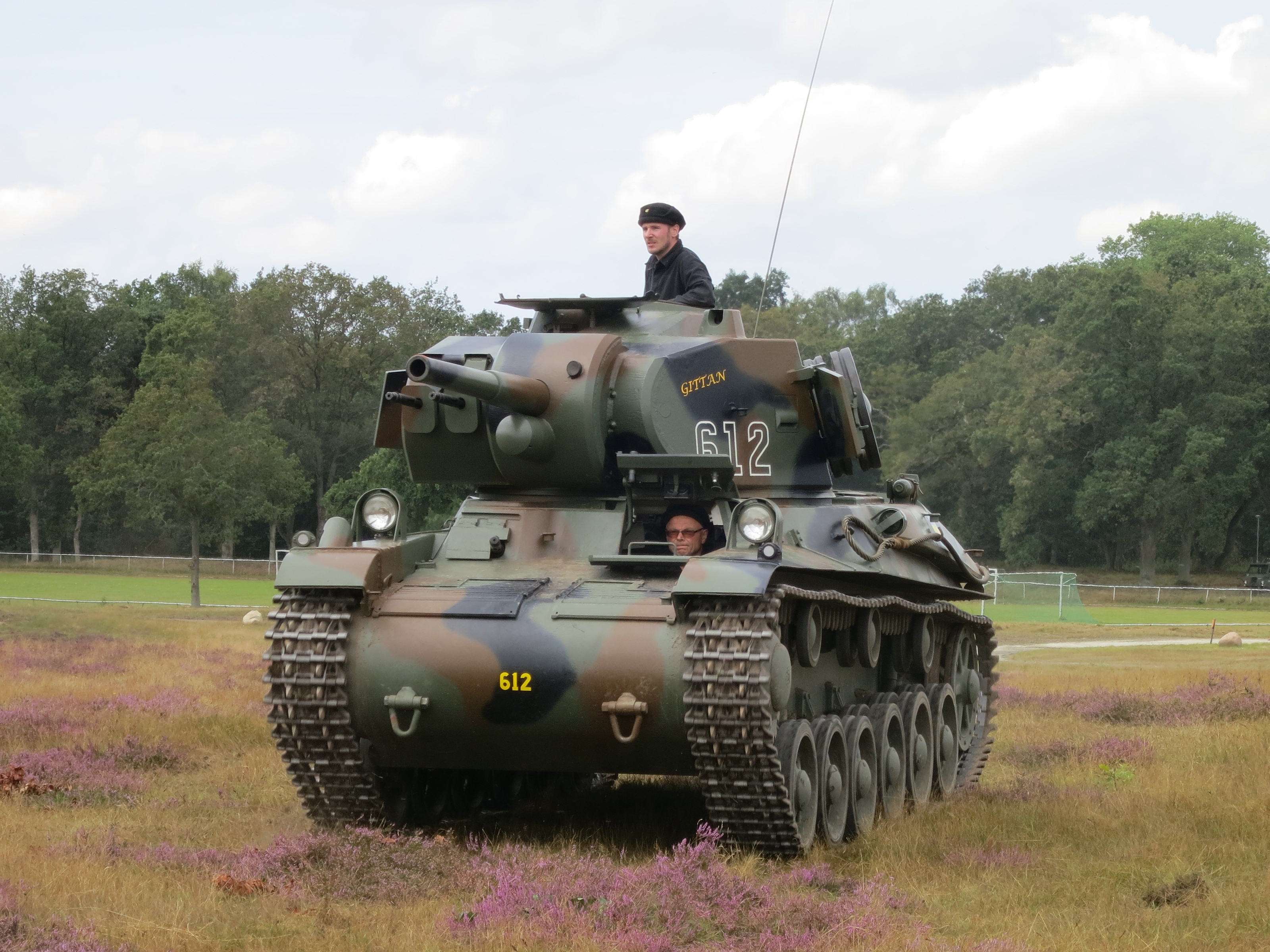
Ходовой экземпляр Strv m/42 (бывшего Strv 74) на праздновании дня 6-го пехотного полка

Шведским музеям удалось сохранить образцы всех когда-либо состоявших на вооружении Шведской армии танков шведского производства и САУ на их базе, в том числе часть — в ходовом состоянии, а также большинства колёсных бронемашин. Важная роль в сохранении шведской бронетехники принадлежит музеям танковых полков, собирающим образцы всех боевых машин, когда-либо состоявших на вооружении полка. В то же время, ни одного оригинального танка m/42 не сохранилось, хотя несколько Strv 74 были восстановлены к своему первоначальному виду для передачи музеям.
Начало музейной истории шведской бронетехники относится по меньшей мере к 1938 году, когда один танк m/21 был подарен Германии в качестве музейного экспоната, поскольку в самой Германии ни одного танка LK II не сохранилось, но в ходе Второй мировой войны этот образец был потерян. Образцы поставлявшейся им шведской бронетехники сохраняют ряд стран, в том числе: L-60 и L-180 в Ирландии, L-180 в Нидерландах, L-60 и «Линкс» в Доминиканской Республике, L-62 «Анти II» в Финляндии, Tgbil m/42 в Эстонии и Литве. Отдельные экземпляры сохраняются и в музеях или частных коллекциях в других странах, в частности: Strv m/21-29 и Sav m/43 в Германии, Strv m/37 в Чехии, Strv m/40L и Sav m/43 в Великобритании, Strv m/42 в США, Pvkv m/43 и Tgbil m/42 в Бельгии, Pvkv m/43 и Sav m/43 во Франции, Tgbil m/42 в Ирландии.

### Комментарии
1. ↑  Речь может идти о средних танках серии Mk.A / B / C, поскольку первые танки, классифицировавшиеся как лёгкие, появились в Великобритании не ранее 1921 года
2. ↑  В связи с наложенными на Германию ограничениями Версальского договора, запрещавшими ей владение танками; LK II были спрятаны от контрольных комиссий Антанты
3. ↑  Подобное сотрудничество Веймарская республика параллельно осуществляла и с СССР, однако оно было прекращено с приходом нацистов к власти
4. ↑  За исключением незначительного количества примитивных машин для нужд полиции, таких как Gepanzerter Kraftwagen
5. ↑  Перед этим работавший в советско-германском танковом центре
6. ↑  Не указано, о какой пушке идёт речь — толщина брони, требуемая для защиты от короткоствольной пушки, подобной SA 18 и морского или зенитного орудия с высокой начальной скоростью снаряда, могла различаться по меньшей мере вдвое
7. ↑  Исходя из упоминания об испытаниях в СССР, речь идёт либо о лёгком Leichttraktor, либо о среднем Grosstraktor
8. ↑  От швед. Sverige — «Швеция»
9. ↑  Принятую на вооружение вермахта под обозначением Pz.Kpfw.38(t) Ausf.S, от нем. Schweden — «Швеция»
10. ↑  Менее устойчивое при обстреле и склонное к отстрелу заклёпок внутрь даже при непробитии брони, более трудоёмкое в изготовлении и сокращающее внутренний объём за счёт каркаса
11. ↑  Обозначение L-60-S/IV относилось к не вышедшему за стадию проекта варианту танка, имевшему увеличенные габариты, массу в 12 тонн, и оснащавшемуся двигателем мощностью в 180 л.с.
12. ↑  Подобные опасения принимались в предвоенное время в расчёт и в других странах, прежде чем опыт боевого применения окончательно расставил приоритет этих свойств
13. ↑  С учётом возможных отклонений в фактическом бронепробитии по сравнению с табличными данными орудий
14. ↑  57-мм ЗИС-2 в СССР, Q.F. 6 pounder в Великобритании и США, 75-мм Pa.K.40 в Германии
15. ↑  Большинство серийных танковых орудий межвоенного периода являлось танковыми вариантами противотанковых орудий или использовало их баллистику
16. 1 2 3  Источники информации, приведённые в этих столбцах, относятся ко всем данным по образцу, для которых не указано иное
17. 1 2  В документации приведён диапазон массы без указания, к каким типам снарядов он относится
18. ↑  В частности, принятый на вооружение в Венгрии под обозначением «Толди»
19. ↑  Аналогично малому гербу Швеции
20. ↑  Формально — тяжёлых
21. ↑  По классификации того времени
22. ↑  «Кромвель» в Великобритании, Pz.Kpfw.IV в Германии, Т-34 в СССР, M3 и M4 в США
23. ↑  «Комета» в Великобритании, Pz.Kpfw.IV L/48 в Германии, Т-34/85 в СССР, M4(76) в США
24. ↑  За исключением Великобритании, сумевшей развернуть серийное производство только после окончания Второй мировой войны
25. ↑  «Центурион» в Великобритании, Pz.Kpfw.V «Пантера» в Германии, Т-44 в СССР, M26 в США
26. ↑  Италия до своей капитуляции в 1943 году завершила разработку среднего танка P26/40, сравнимого по основным характеристикам с m/42, но к серийному производству приступить уже не успела. Япония же к 1944 году завершила разработку 30-тонного танка Тип 4, сравнимого с модернизированными танками передовых стран, но развернуть его серийный выпуск также не удалось. Лёгкий танк, однако, оказалось возможным вооружить 75-мм пушкой со средней начальной скоростью снаряда, и в таком виде танк Тип 3 был выпущен ограниченной серией в 1944—1945 годах
27. ↑  За исключением бронеавтомобилей fm/25 и fm/26